# República romana
La República romana (en latín: Rēs pūblica Populī Rōmānī, Rōma o Senātus Populusque Rōmānus) fue un periodo de la historia de Roma caracterizado por el régimen republicano como forma de estado, que se extiende desde el 509 a. C., cuando se puso fin a la monarquía romana con la expulsión del último rey, Lucio Tarquinio el Soberbio, hasta el 27 a. C., fecha en que tuvo su inicio el Imperio romano con la designación de Octaviano como princeps y Augusto.
La República romana consolidó su poder en el centro de Italia durante el siglo V a. C. y, entre los siglos IV y III a. C., se impuso como potencia dominante de la península itálica, sometiendo y unificando a los demás pueblos itálicos, y enfrentándose a las polis griegas del sur de la península. En la segunda mitad del siglo III a. C. proyectó su poder fuera de Italia, lo que la llevó a una serie de enfrentamientos con las otras grandes potencias del Mediterráneo, en los que derrotó a Cartago y Macedonia, anexionándose sus territorios.
En los años siguientes, siendo ya la mayor potencia del Mediterráneo, se expandió su poder sobre las polis griegas; el reino de Pérgamo fue incorporado a la República y en el siglo I a. C. conquistó las costas de Oriente Próximo, entonces en poder del Imperio seléucida y de los piratas cilicios. Durante el periodo que abarca el final del siglo II a. C. y el siglo I a. C., Roma experimentó grandes cambios políticos, provocados por una crisis consecuencia de un sistema acostumbrado a dirigir solo a los romanos y no adecuado para controlar un gran imperio. En este tiempo se intensificó la competencia por las magistraturas entre la aristocracia romana, creando irreconciliables fracturas políticas que sacudirían a la República con tres grandes guerras civiles; estas guerras terminarían destruyendo la República, y desembocando en una nueva etapa de la historia de Roma: el Imperio romano.

## Historia política

### Era Patricia (509-367a.C.)

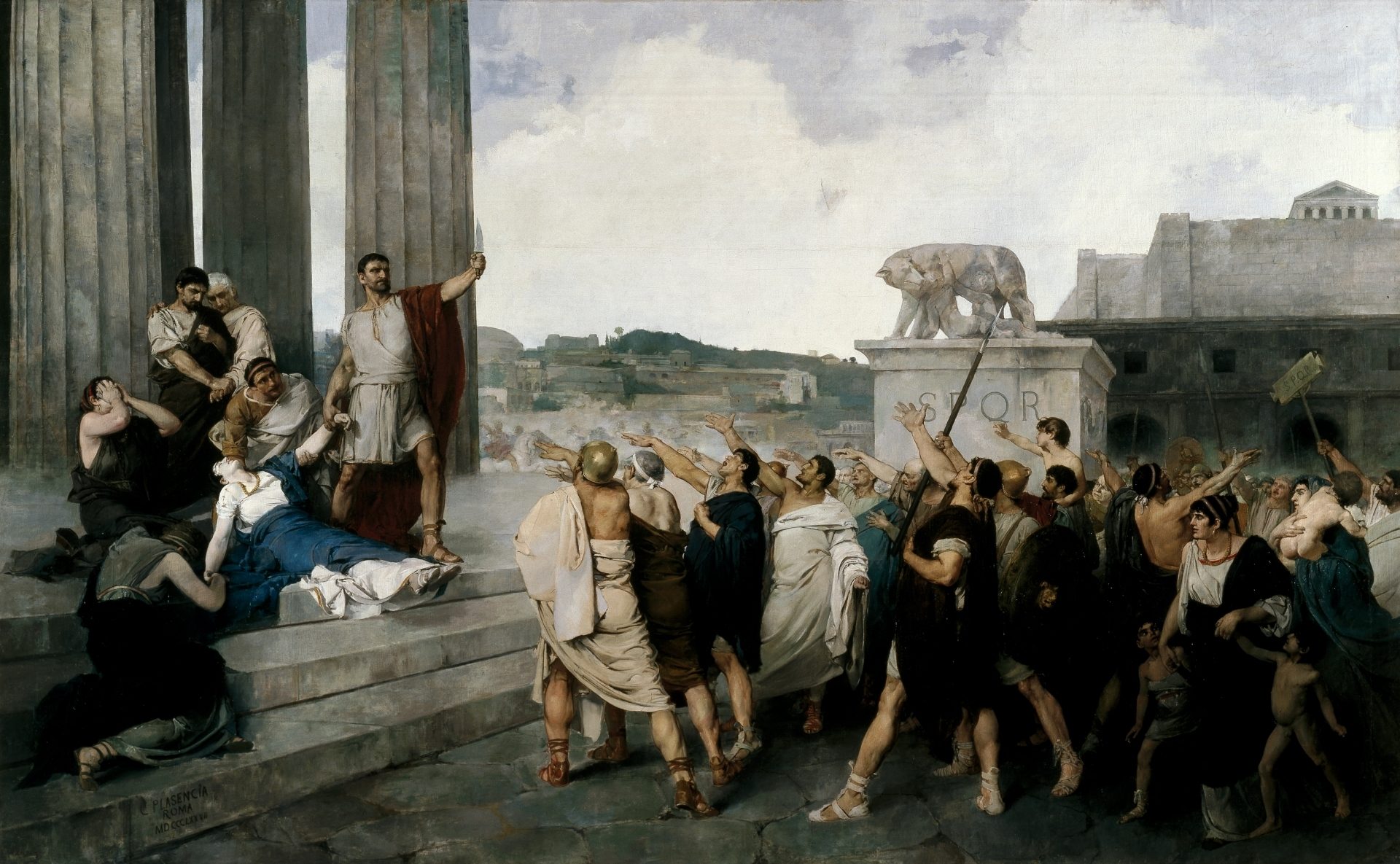
El origen de la República romana, obra de Casto Plasencia (1877), conservado en el Museo del Prado. La pintura muestra el momento en el que Lucio Junio Bruto muestra el cadáver de Lucrecia exigiendo venganza contra el rey de Roma, lo que supuso el nacimiento de la República.

Según la leyenda, Tarquinio el Soberbio fue derrocado en 509 a. C. por un grupo de nobles liderados por Lucio Junio Bruto. Se dice que Tarquinio hizo una serie de intentos para retomar el trono, incluida la Conspiración Tarquiniana, la guerra contra Veyes y Tarquinia, y finalmente la guerra entre Roma y Clusium, todos sin éxito. La monarquía histórica, probablemente se derrocó rápidamente, pero los cambios constitucionales que ocurrieron inmediatamente después posiblemente no fueron tan extensos como la leyenda sugiere. Quizás el cambio más importante fue el del líder ejecutivo. Antes, un rey era elegido por los senadores por un período de por vida, pero con los nuevos cambios, dos cónsules eran elegidos por los ciudadanos por un período anual. Cada cónsul controlaría a su compañero, y su mandato limitado les permitía ser acusados si abusaban de los poderes de su cargo. Los poderes políticos consulares, cuando se ejercían conjuntamente, no eran diferentes de los del ex rey.
En 494 a. C., la ciudad se encontraba en guerra con dos tribus vecinas. Los soldados plebeyos se negaron a marchar contra el enemigo ya que exigían el derecho a elegir a sus propios oficiales y, partieron hacia el monte Aventino. Los patricios estuvieron de acuerdo y los rezagados regresaron al campo de batalla. Los plebeyos llamaron a sus nuevos oficiales «tribunos de la plebe» y estos tendrían dos asistentes, llamados «ediles de la plebe». Desde el 375 a. C. hasta el 371 a. C., la república experimentó una crisis constitucional durante la cual los tribunos plebeyos utilizaron sus votos para evitar la elección de magistrados superiores. En 367 a. C., se aprobó una ley que requería la elección de al menos un edil plebeyo cada año. En el 443 a. C. se creó el censor, y en el 366 a. C. se creó el pretor y el edil curul.
Poco después de la fundación de la república, los comicios centuriados se convirtieron en la principal asamblea legislativa, en la que se elegía a los magistrados y se aprobaban las leyes. Durante el siglo IV a. C., se llevaron a cabo una serie de reformas, especialmente después de la sucesiva secesión de los plebeyos. Como resultado, cualquier ley aprobada por la asamblea plebeya contaría con toda la fuerza de la ley. Esto dio a los tribunos, que presidían la asamblea de los plebeyos, un carácter positivo por primera vez, ya que, antes de estas leyes, el único poder que tenían era el veto.

### Conflicto de los órdenes (367-287a.C.)
Los plebeyos estaban experimentando una crisis debido a la deuda. Según Tito Livio, esta crisis se aceleró después del saqueo de Roma por parte de los galos (c. 390-387 a. C.). Estallaron continuas protestas, en las que las encabezaba Marco Manlio Capitolino, quien, aunque era patricio, se alió con los plebeyos, cuyas deudas ayudó a pagar con su fortuna. A lo largo del siglo, los disturbios sociales se hicieron frecuentes y desencadenaron diversos desórdenes, como los del 378 a. C., y la anarquía del 370 a. C. Como resultado del creciente descontento de la clase popular, se promulgaron una serie de leyes para hacer frente a la situación. Las leyes Licinio-Sextias del 367 a. C. sirvieron para agilizar el pago de deudas e impusieron un límite a la acumulación de tierras públicas —ager publicus— por cada pater familias, así como al número de ovejas y vacas que podían pastar en ellas, mientras que otras, promulgadas en 357, 352 y 347 a. C., intentaban reducir y regularizar los tipos de interés. Poco tiempo después, en el 342 a. C., la ley Genucia determinó la ilegalidad de los préstamos con intereses y en el 326 a. C., gracias a la ley Poetelia Papiria, se suprimió la servidumbre por deudas —Nexum—.
Después de la creación del edil plebeyo, los patricios crearon el edil curul. Después de que el consulado se abriera a los plebeyos en el 367 a. C., estos mantuvieron tanto una dictadura (356 a. C.) como una censura (351 a. C.). Los plebiscitos del 342 a. C. pusieron límites a los cargos políticos; un individuo sólo podía ocupar un cargo a la vez, y debían transcurrir diez años entre el final de su mandato oficial y su reelección. En 337 a. C. fue elegido el primer pretor plebeyo. Durante estos años la relación entre tribunos y senadores empezó a aproximarse, el Senado se dio cuenta de la necesidad de utilizar oficiales plebeyos para lograr sus objetivos. Para ganarse a los tribunos, los senadores les dieron una gran cantidad de poder y los tribunos comenzaron a sentirse propensos al senado. Con el acercamiento de los senadores y los tribunos, los senadores plebeyos a menudo pudieron asegurar el tributo para los miembros de sus propias familias. Con el tiempo, el tributo se convirtió en el punto de partida hacia posiciones más altas.
A mediados del siglo IV a. C., la asamblea plebeya promulgó la ley Ovinia. Durante el inicio de la república, solo los cónsules podían nombrar a nuevos senadores, sin embargo, esta nueva ley otorgaba a los censores este poder y exigía que el censor nombrara a cualquier magistrado recién elegido para el Senado. Para entonces, los plebeyos ya ocupaban un número significativo de cargos magisteriales, por lo tanto, el número de senadores comunes probablemente aumentó rápidamente. Sin embargo, seguía siendo difícil para un plebeyo ingresar al Senado si no pertenecía a una familia de políticos bien conocidos, como la aristocracia plebeya emergente. La antigua nobleza seguía existiendo por la fuerza de la ley, ya que solo los patricios podían permanecer en altos cargos. La nueva nobleza existió debido a la organización de la sociedad, por lo que, solo una revolución podría derrocar esta nueva estructura.
Hacia el 287 a. C., la situación económica del plebeyo medio se volvió miserable en consecuencia de la deuda generalizada. Los plebeyos exigieron ayuda, pero los senadores se negaron a deliberar sobre su situación, dando paso a la última secesión plebeya. Los plebeyos partieron hacia el monte Janículo. Hacia el final de la secesión, Quinto Hortensio fue nombrado dictador y promulgaron una nueva ley —la ley Hortensia—, que puso fin a la necesidad de que los senadores patricios debieran de estar de acuerdo con el proyecto de ley antes de que pudiera ser considerado por la asamblea plebeya. Esta no fue la primera ley que exigió que un acto de la asamblea popular tuviera el mismo peso que la ley, ya que esta adquirió este poder durante una modificación de la ley Valeriana original en 449 a. C. La importancia de esta ley fue, de hecho, que robó a los patricios la última arma que tenían contra los plebeyos y, como resultado, el control del estado cayó, no en los hombros de los votantes, sino en la nueva nobleza plebeya. Los plebeyos finalmente lograron la igualdad política con los patricios, sin embargo, la condición de la clase media plebeya no cambio. Un pequeño número de familias plebeyas alcanzó la misma posición que siempre habían tenido las antiguas familias aristocráticas patricias, pero los nuevos aristócratas plebeyos se desinteresaron de la condición de la clase media plebeya como siempre lo habían hecho los antiguos aristócratas patricios.

### Supremacía de la nueva nobleza (287-133a.C.)
No se produjeron cambios políticos importantes entre el 287 a. C. y el 133 a. C., por lo que la ley Hortensia, promulgada por el Senado al igual que otras leyes importantes, fue la solución al último gran problema político de esa época. De hecho, los plebeyos estaban satisfechos con la posesión del poder, pero no se molestaron en usarlo. El Senado fue supremo durante este tiempo porque el período estuvo dominado por cuestiones de política exterior y militar. En las últimas décadas de esta era, muchos plebeyos se empobrecieron y las largas campañas militares obligaron a los ciudadanos a dejar sus fincas para luchar, mientras sus propiedades caían en desuso. A medida que los precios de los productos básicos caían, muchos agricultores ya no podían mantener sus granjas con ganancias, por lo que la aristocracia rural comenzó a comprar las que estaban en bancarrota a precios reducidos. El resultado fue la quiebra total de muchos agricultores y estos pronto comenzaron a inundar Roma y, por lo tanto, las filas de las asambleas legislativas. Su pobreza generalmente los llevó a votar por el candidato que más les ofreció, por lo que estaba emergiendo una nueva cultura de dependencia, en la que los ciudadanos buscaban ayuda en cualquier líder populista.

### De Gracos a Julio César (133–49a.C.)

#### Los Gracos

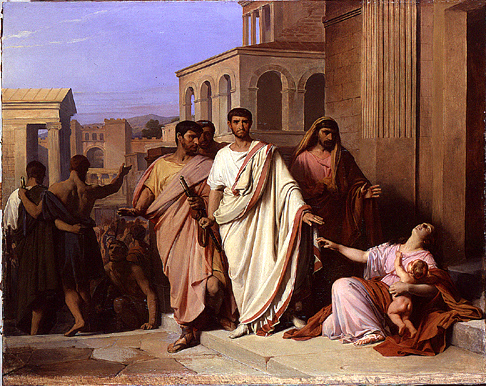
Cayo Graco, por Pierre-Nicolas Brisset, Escuela de Bellas Artes (París).

Tiberio Graco fue elegido tribuno en 133 a. C. Intentó aprobar una ley que limitaría la cantidad de tierra que cualquier individuo podía poseer. Los aristócratas, que estaban perdiendo una gran suma de dinero, se oponían acérrimos a esta propuesta. Tiberio presentó esta ley a la asamblea popular, pero la ley fue vetada por un tribuno llamado Marco Octavio. Tiberio luego utilizó la asamblea popular para impugnar a Octavio. La idea de que un representante del pueblo dejaría de serlo cuando actuara en contra de los deseos del pueblo iba en contra de la teoría constitucional romana. Si se lleva a su conclusión lógica, esta teoría eliminaría todas las restricciones constitucionales a la voluntad popular y colocaría al estado bajo el control absoluto de una mayoría popular temporal. Su ley fue promulgada, pero Tiberio fue asesinado junto a 300 de sus asociados cuando se presentó a la reelección al tribunado.
El hermano de Tiberio, Cayo Sempronio Graco, fue elegido tribuno en 123 a. C. El objetivo de Cayo Graco era debilitar el Senado y fortalecer las fuerzas democráticas. En el pasado, por ejemplo, el senado eliminaría a los rivales políticos mediante la creación de comisiones judiciales especiales o mediante un senatus consultum ultimum —«decreto del senado supremo»—. Ambas disposiciones permitieron al Senado eludir derechos ordinarios debido a derechos procesales que tenían todos los ciudadanos. Cayo prohibió las comisiones judiciales y declaró inconstitucional el senatus consultum ultimum, luego propuso una ley que garantizaba la ciudadanía a los aliados italiotas. Esta última propuesta no fue apoyada entre los plebeyos y perdió gran parte de su apoyo. Se postuló para un tercer mandato en 121 a. C., pero fue derrotado y luego asesinado por representantes del Senado junto a 3000 de sus partidarios en la Colina Capitolina en Roma. Aunque el Senado mantuvo el control, los Gracos fortalecieron la influencia política de los plebeyos.

#### Populares y optimates

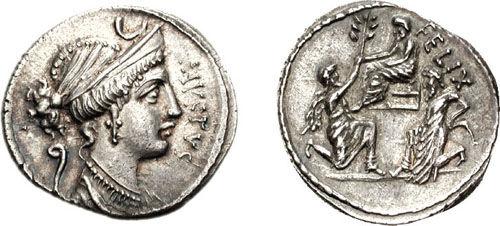
Un denario emitido en el 56 a. C. que muestra en el anverso el busto de la diosa Diana, y en el reverso a Boco I ofreciendole a su aliado Sila un olivo, también se puede observar a Jugurta junto a Sila con las manos atadas.

En 118 a. C. murió el rey Micipsa de Numidia. Este dividió el imperio entre sus tres hijos, dos hijos legítimos, Aderbal y Hiempsal I, y uno ilegítimo, Jugurta. Este último, sin embargo, se volvió contra sus hermanos, mató a Hiempsal I y expulsó a Aderbal de Numidia, por lo que huyó a Roma en busca de ayuda. Roma inicialmente mediaba en la división del país entre los dos hermanos, por lo que dividieron Numidia en dos partes, el este para Aderbal, y el oeste para Jugurta. Posteriormente, Jugurta renovó su ofensiva, lo que lo llevó a una guerra larga e inconclusa con los romanos. También sobornó a varios comandantes romanos y al menos a dos tribunos, tanto antes como durante la guerra. Su enemigo, Cayo Mario, un legado de una familia provincial prácticamente desconocida, regresó de la guerra en Numidia y fue elegido cónsul en el 107 a. C. por encima de las objeciones de los senadores aristocráticos. Mario invadió Numidia y llevó la guerra a un final rápido, capturando a Jugurta en el proceso. Se exhibió la incompetencia del Senado y la brillantez de Mario, por lo que el partido de los populares aprovechó esta oportunidad para aliarse con Mario.
Varios años más tarde, en el 88 a. C., se envió un ejército romano para acabar con una potencia asiática emergente, el rey Mitrídates VI de Ponto, pero terminaron siendo derrotados. Uno de los ex cuestores de Mario, Sila, fue elegido cónsul ese mismo año, y el Senado le ordenó tomar el mando de la guerra contra Mitrídates. Sin embargo, Mario, miembro del partido de los populares, hizo que un tribuno le revocara el mando de la guerra para que se lo otorgaran a él. Sila, miembro del partido aristocrático —optimates—, llevó a su ejército de regreso a Italia y marchó sobre Roma. Ya en Roma el senado romano declaró enemigo de la República a Mario, y luego regresó a su guerra contra Mitrídates. Con su partida, los populares Mario y Lucio Cornelio Cinna se apoderaron de la ciudad.
Sila pronto hizo las paces con Mitridates. En el 83 a. C., regresó a Roma, superó todas las resistencias y recuperó la ciudad, y en consecuencia, él y sus seguidores mataron a muchos de los seguidores de Mario. Sila, habiendo observado los violentos resultados de las reformas populares radicales, era naturalmente conservador. Como tal, buscaba fortalecer la aristocracia y, por extensión, el senado. Se convirtió en dictador, aprobó una serie de reformas constitucionales, renunció a la dictadura y cumplió un mandato final como cónsul. Murió en el 78 a. C.

#### Pompeyo, Craso y la conjuración de Catilina

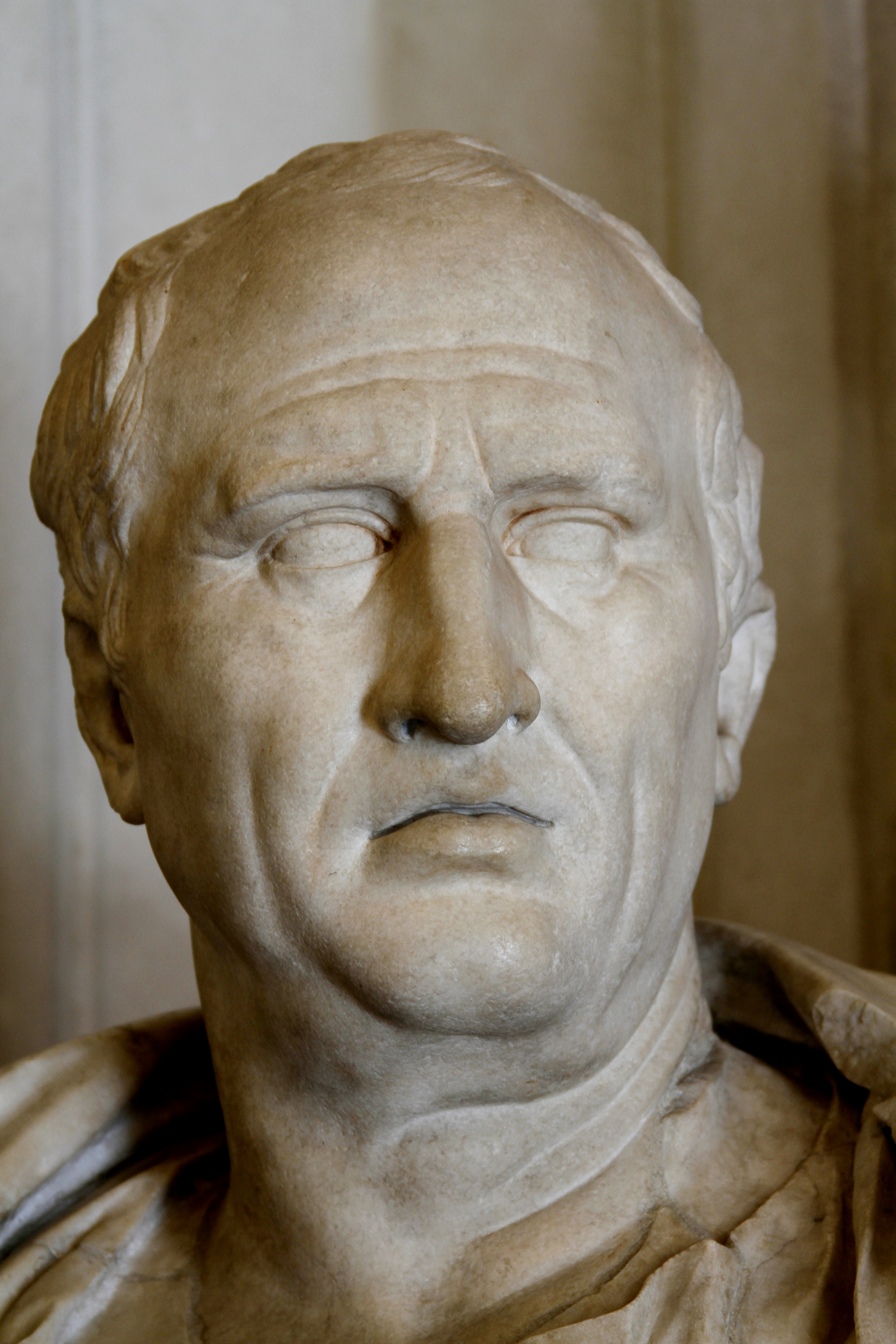
Cicerón, busto del siglo a. C., Museos Capitolinos.

En el 77 a. C., el Senado envió a uno de los antiguos lugartenientes de Sila, Cneo Pompeyo Magno, para poner fin a una revuelta en Hispania. Hacia el 71 a. C., Pompeyo regresó a Roma después de completar su misión. Casi al mismo tiempo, otro de los antiguos lugartenientes de Sila, Craso, tuvo que controlar la revuelta de Espartaco conocida como la tercera guerra servil. A su regreso, Pompeyo y Craso encontraron que el partido de los populares atacaba ferozmente la constitución de Sila, por lo que intentaron forjar un acuerdo con estos. Tanto Pompeyo como Craso fueron elegidos cónsules en el 70, durante su mandato, desmantelaron todos los componentes más detestables de la constitución de Sila.
Alrededor del 66 a. C. se inició un movimiento para utilizar medios constitucionales, o al menos pacíficos, para resolver la situación de varias clases. Después de varios fracasos, los líderes del movimiento decidieron utilizar todos los medios necesarios para lograr sus objetivos. El movimiento se unió bajo un aristócrata llamado Lucio Sergio Catilina, con base en la ciudad de Fiesole, que era un semillero natural. Los descontentos rurales avanzarían sobre Roma, y serían ayudados por un levantamiento dentro de la ciudad. Para llevar estos planes a cabo, deberían asesinar a los cónsules y a muchos de los senadores, y así Catilina, estaría en libertad de aprobar sus reformas. La conspiración se puso en marcha en el 63 a. C. El cónsul del año, Cicerón, interceptó los mensajes que Catilina había enviado en un intento de reclutar más miembros. Como resultado, los principales conspiradores en Roma —incluido al menos un cónsul anterior— fueron ejecutados por autorización —de dudosa constitucionalidad— del Senado y se interrumpió el levantamiento planeado. Cicerón luego envió un ejército, que hizo pedazos a las fuerzas de Catilina.
El resultado más importante de la conspiración de Catilina fue que los populares quedaron desacreditados. Los 70 años anteriores fueron testigos de un desgaste gradual de los poderes senatoriales, por lo que la naturaleza violenta de la conspiración, junto con la capacidad del Senado para interrumpirla, fue importante para reparar su imagen.

#### Primer Triunvirato

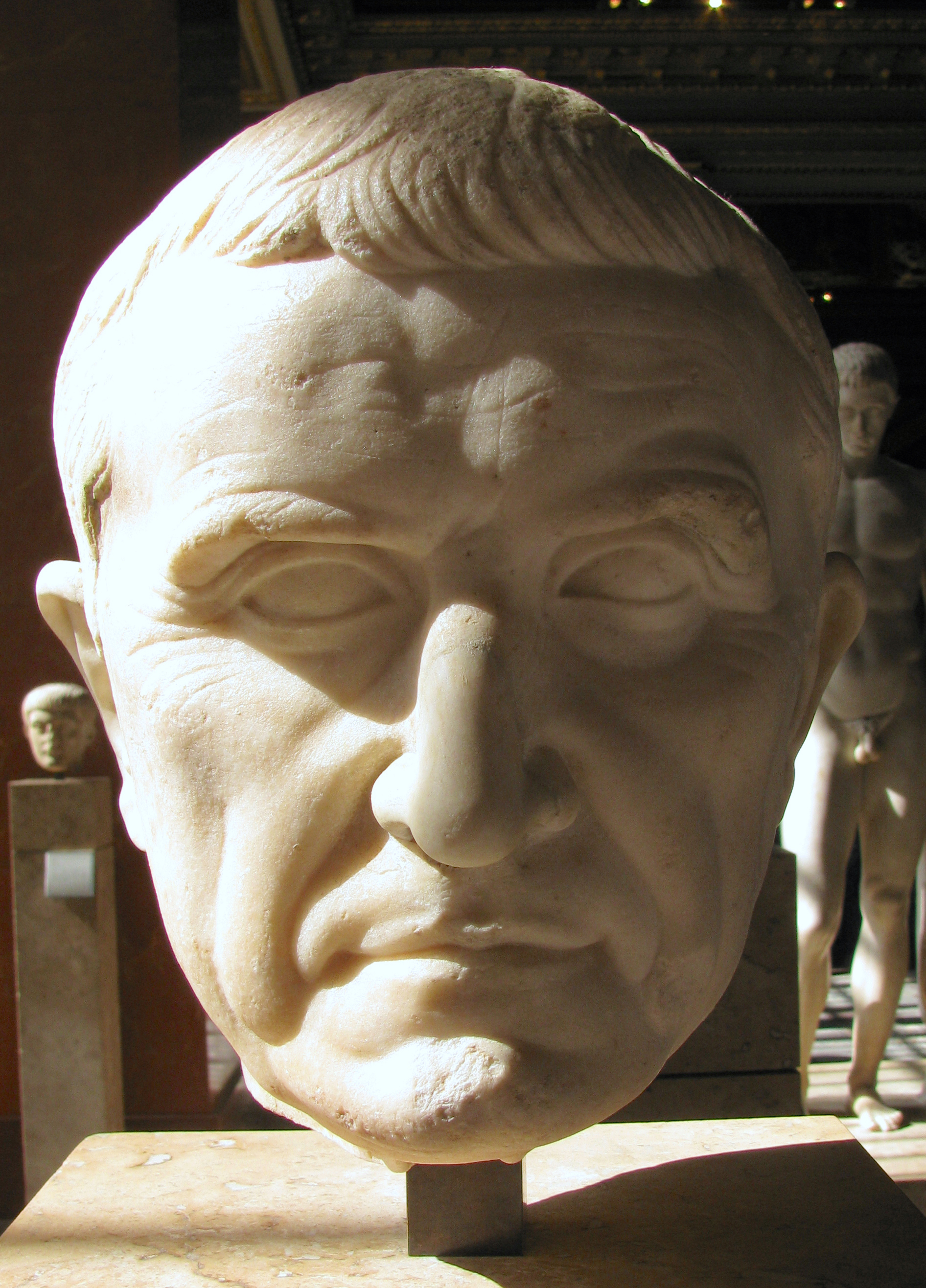
Craso, busto en el Louvre.

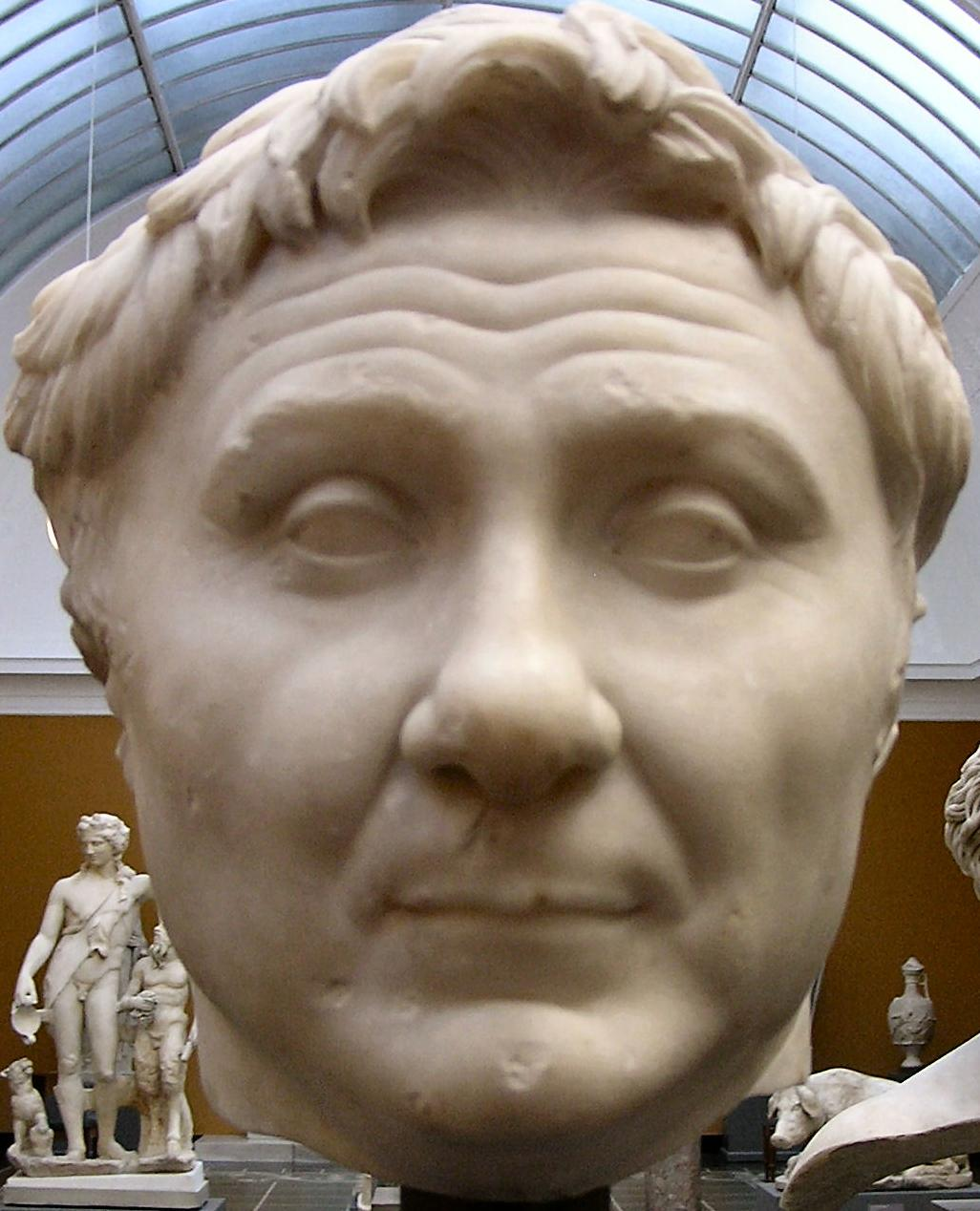
Pompeyo, busto en la Gliptoteca Ny Carlsberg.

En el 62 a. C., Pompeyo regresó victorioso de Asia. El Senado, eufórico por sus éxitos contra Catilina, se negó a ratificar los acuerdos que Pompeyo había hecho, por lo que se volvió impotente. Por eso, cuando Julio César regresó de su gobierno en Hispania en el 61 a. C., le resultó fácil llegar a un entendimiento. César y Pompeyo, junto con Craso, firmaron un acuerdo privado, ahora conocido como Primer Triunvirato. Según el acuerdo, los arreglos de Pompeyo serían ratificados. César iba a ser elegido cónsul en el 59 a. C. y luego serviría como gobernador de la Galia durante cinco años. A Craso se le prometió un futuro consulado.
César se convirtió en cónsul en el 59 a. C. junto a su compañero, Marco Calpurnio Bíbulo, que era un aristócrata extremo. Presentó a las asambleas las leyes que le había prometido a Pompeyo, pero Bíbulo trató de obstruir la promulgación de estas leyes, por lo que utilizó medios violentos para asegurar la promulgación. César fue nombrado gobernador de tres provincias. Facilitó la elección del ex patricio Publio Clodio Pulcro al tribunado en el 58 a. C. Clodio comenzó a privar a los enemigos senatoriales de César de sus dos líderes más obstinados, Catón el Joven y Cicerón. Clodio era un oponente de Cicerón, ya que este último había testificado contra él en un caso de sacrilegio. Clodio tentó a Cicerón a ejecutar ciudadanos sin juicio durante la conspiración de Catilina, lo que resultó en el exilio autoimpuesto de Cicerón y el incendio de su casa en Roma. Clodio aprobó una ley que obligó a Catón a liderar una invasión a Chipre que lo mantendría fuera de Roma durante unos años, también aprobó una ley para ampliar los subsidios parciales de los cereales a los ciudadanos para su distribución totalmente gratuita.
Clodio formó grupos armados que aterrorizaron a la ciudad y luego comenzaron a atacar a los seguidores de Pompeyo, quienes en respuesta fundaron grupos de contraataque liderados por Tito Annio Milón. La alianza política del triunvirato se estaba desmoronando. Domicio Enobarbo corrió al consulado en el 55 a. C., prometiendo tomar el mando de César. Posteriormente, se renovó el triunvirato en Luca. A Pompeyo y Craso se les prometió el consulado del 55 a. C., y el mandato de César como gobernador se extendió por cinco años. Craso dirigió una expedición desafortunada con legiones dirigidas por su hijo, el lugarteniente de César, contra el Imperio parto, que resultó en su derrota y muerte en el batalla de Carras. Finalmente, la esposa de Pompeyo, Julia, que era hija de César, murió al dar a luz. Este evento cortó el último vínculo que quedaba entre Pompeyo y César.
A partir del verano del 54 a. C., una ola de corrupción política y violencia se extendió por Roma. Este caos alcanzó su punto culminante en enero de 52 a. C., cuando Clodio fue asesinado en batalla por Tito Milón. El 1 de enero de 49 a. C., un agente de César presentó un ultimátum al Senado, pero fue rechazado y el Senado aprobó una resolución que declaraba que si César no entregaba sus ejércitos en julio de ese año, sería considerado enemigo de la república. Mientras tanto, los senadores adoptaron a Pompeyo como su nuevo defensor contra César. El 7 de enero de 49 a. C., el Senado aprobó un senatus consultum ultimum, que otorgó a Pompeyo poderes dictatoriales. El ejército de Pompeyo, sin embargo, estaba compuesto en gran parte por reclutas no entrenados. El 10 de enero, César cruzó el río Rubicón con su ejército veterano —en violación de la ley romana— y marchó hacia Roma. El rápido avance de César obligó a Pompeyo a huir a Grecia, por lo que entró en la ciudad sin oposición.

### El período de transición (49-29a.C.)

#### Dictadura de Julio César

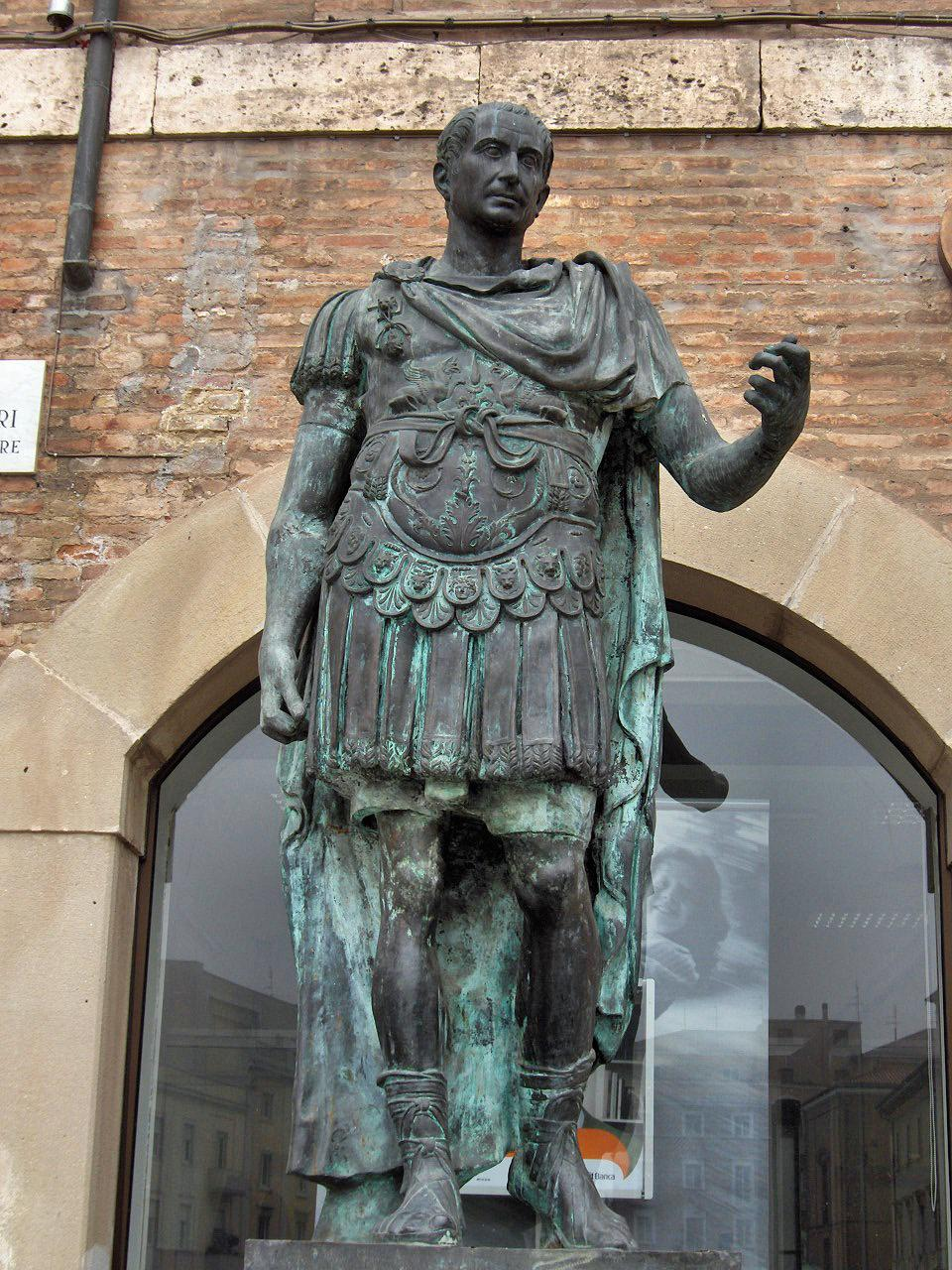
Julio César, estatua de bronce en Rímini.

Con Pompeyo derrotado y el orden restaurado, Julio César quería obtener un control indiscutible sobre el gobierno. Los poderes que se dio a sí mismo fueron asumidos más tarde por sus emperadores sucesores. César mantuvo la dictadura y el tribuno, y alternó entre el consulado y el proconsulado. En el 48 a. C., César recibió poderes judiciales perpetuos. Esto lo convirtió en una persona sacrosanta, le dio el poder de veto en el Senado y le permitió dominar la asamblea popular. En el 46 a. C. recibió poderes de censura, que utilizó para llenar el Senado con sus propios partidarios, luego elevó la composición del Senado a 900. Esto robó el prestigio de la aristocracia senatorial y la subordinó cada vez más a él. Mientras las asambleas continuaban reuniéndose, presentó a todos los candidatos para su propia elección y todas las leyes para su promulgación. Por lo tanto, las asambleas se volvieron impotentes y no pudieron oponerse a él.
Hacia el final de su vida, César comenzó a prepararse para la guerra contra el Imperio parto. Dado que su ausencia en Roma limitaría su capacidad para instalar sus propios cónsules, aprobó una ley que le permitió nombrar a todos los magistrados en el 43 a. C. y a todos los cónsules y tribunos en el 42 a. C. Esto transformó a los magistrados de representantes del pueblo a representantes del dictador.
César fue asesinado el 15 de marzo del 44 a. C. El asesinato fue encabezado por Cayo Casio y Marco Bruto. Muchos de los conspiradores eran senadores, que tenían diversas motivaciones económicas, políticas y personales para llevar a cabo el asesinato. Muchos temían que César pronto resucitaría la monarquía y se declararía rey. Otros temían la pérdida de propiedad y prestigio con César llevando a cabo reformas agrarias a favor de las clases sin tierra. Prácticamente todos los conspiradores abandonaron la ciudad después de la muerte de César por temor a represalias. La guerra civil que siguió destruyó lo que quedaba de la república. Pese a las fuertes redes de espionaje, esto no ayudó a Julio César a evitar el ataque perpetrado por el Senado.

#### Segundo Triunvirato y el ascenso de Octavio

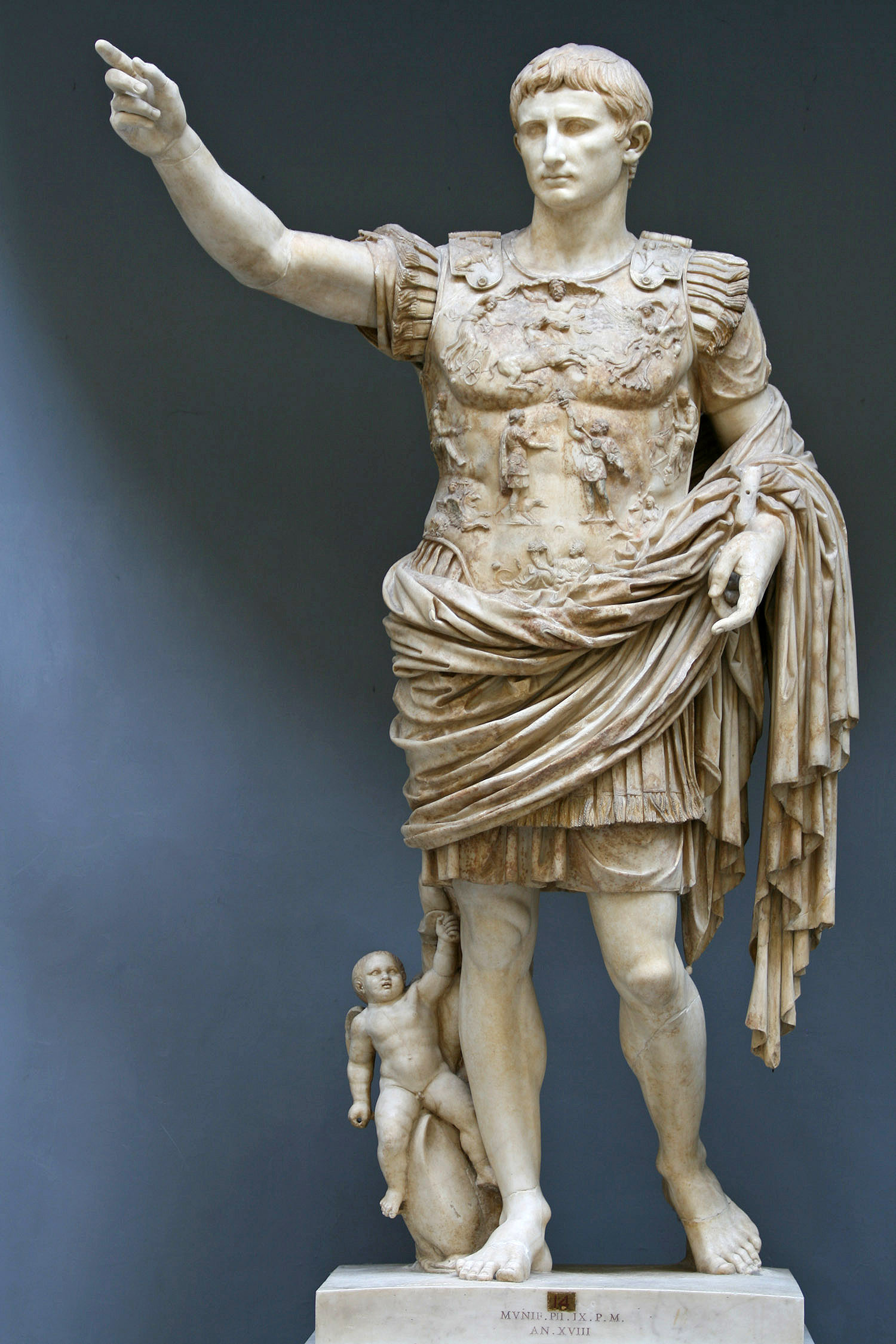
Augusto de Prima Porta, Museos Vaticanos.

Después del asesinato, Marco Antonio formó una alianza con el hijo adoptivo y sobrino nieto de César, Cayo Octavio Turino. Junto con Marco Lépido, formaron una alianza conocida como el Segundo Triunvirato. Mantuvieron poderes casi idénticos a los que César había mantenido bajo su constitución. Como tal, el senado y las asambleas permanecieron impotentes, incluso después del asesinato de César. Luego, los conspiradores fueron derrotados en la batalla de Filipos en el 42 a. C. Más tarde, sin embargo, Antonio y Octavio se enfrentaron en una última batalla. Antonio fue derrotado en la batalla de Accio en 31 a. C. y se suicidó junto a su amada, Cleopatra. En el 29 a. C., Octavio regresó a Roma como amo indiscutible del imperio y luego aceptó el título de Augusto «Exaltado».
En el 27 a. C, después de devolver la autoridad a las legiones y provincias al Senado, Octavio recibió el título de Augusto y Princeps, es decir, primer ciudadano. Incluso después de recibir varias denegaciones de otros títulos de Octavio, conocido a partir de entonces como Augusto, como el de dictador y el de cónsul vitalicio, el Senado le otorgó el poder de imperium vitalicio. Este último le dio a Augusto el control de todas las legiones existentes en la república, elevándolo al rango de emperador, a pesar de que continúan existiendo las instituciones republicanas romanas.

## Historia militar

### Antecedentes
Durante el período real, Roma se caracterizó por ser un pequeño asentamiento cuyas relaciones exteriores se limitaban a guerras locales y pequeñas disputas con sus vecinos. En los primeros años de su existencia, su territorio se extendía por unos 7 kilómetros en todas direcciones y medía alrededor de 150 kilómetros cuadrados. Sin embargo, incluso durante el período monárquico, sus dominios se expandieron sustancialmente: bajo Tulo Hostilio (r. 673-642) Alba Longa fue sometida y bajo Anco Marcio (r. 640-616) las fronteras se expandieron hacia la costa. Durante el reinado del Servio Tulio (r. 578-535), Roma ya se había convertido en la principal ciudad del Lacio, económica y militarmente. Cubría un área de aproximadamente 285 hectáreas y tenía una población estimada de 30 000 habitantes. Se estima que para el año 500 a. C., ya como república, tendría un área de 822 kilómetros cuadrados bajo su control. Los estudios estadísticos sobre el nivel probable de productividad indican que tal área podría albergar una población de entre 30 000 y 45 000 habitantes, lo que confirma los supuestos sobre la población durante el reinado de Servio Tulio.

### República temprana (509-274a.C.)

#### Primeras campañas italianas (509-396a.C.)

Ubicación de los pueblos y las ciudades en las cercanías de Roma.

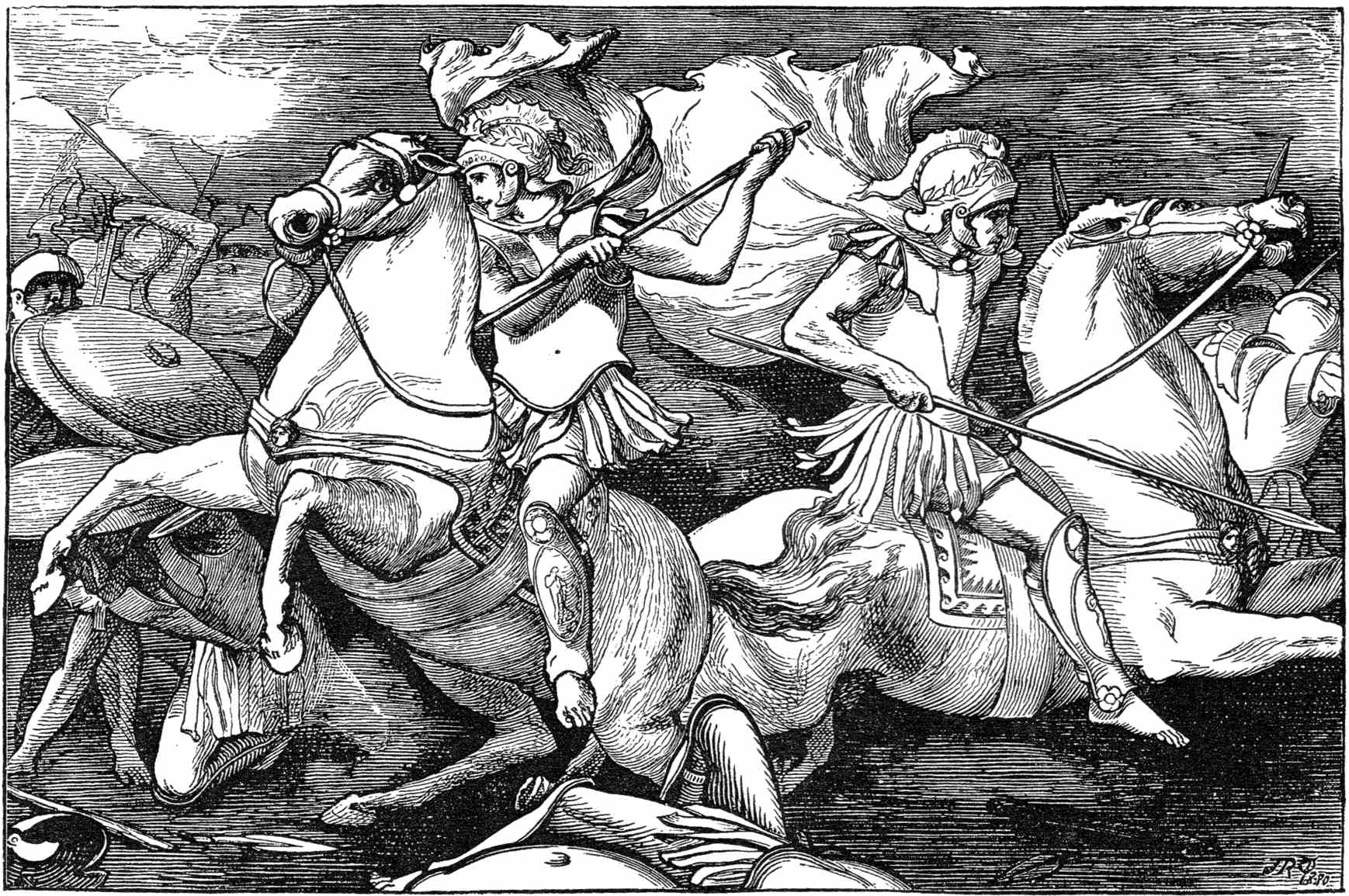
Los Dioscuros luchando en la batalla del lago Regilo, ilustración de J.R. Weguelin para el libro Lays of Ancient Rome, de Thomas Macaulay.

Las primeras guerras de la República romana fueron de expansión y defensa, en el sentido de defenderla de las ciudades y naciones vecinas y establecer su territorio en la región. Inicialmente, los vecinos inmediatos de Roma eran ciudades y pueblos latinos, o incluso tribus sabinas en las colinas de los Apeninos y más allá. Según un tratado entre Roma y Cartago fechado en 509 a. C. y conservado por el historiador griego Polibio, en los primeros años de la república, los romanos no solo mantuvieron varias posesiones en Lacio, sino que también intercedieron por los latinos. Todo indica que tal tratado representa un intento del nuevo régimen romano de lograr el reconocimiento y, al mismo tiempo, reafirmar la hegemonía romana en Lacio. Sin embargo, los latinos, aprovechando la fragilidad temporal de Roma, se unieron en torno a una Liga latina renovada, en la que los romanos fueron excluidos. Esto pronto los conduciría a un conflicto que culminó en la batalla del lago Regilo en 499 a. C. o 496 a. C., en el que los latinos fueron derrotados. Esta victoria resultó en el tratado de Casio —Foedus Cassianum— de 494/493 a. C., escrito por el cónsul Espurio Casio.
En el siglo V a. C., Lacio se convirtió en el blanco de incursiones de sabinos, ecuos y volscos, en el contexto de la expansión de las poblaciones de los Apeninos centrales y meridionales. Los sabinos, que fueron documentados esporádicamente a mediados del siglo V a. C., no fueron considerados una amenaza potencial, a diferencia de los ecuos y los volscos que incluso amenazarían a Roma como revela la historia romántica de Cayo Marcio Coriolano. Tales incursiones llevarían a los romanos a realizar, en el 486 a. C., una alianza tripartita con latinos y hérnicos. Además, se enfrentaron a los invasores en la batalla del Monte Álgido en el 458 a. C., donde lograron una victoria decisiva contra los ecuos, y en la batalla de Corbión en el 446 a. C., donde derrotaron a los volscos y a los ecuos; ese mismo año, también derrotaron, en la batalla de Aricia, una invasión de los auruncos.
El siglo V a. C. también vio el antagonismo entre los romanos y la ciudad-estado etrusca de Veyes. Esta se encontraba a c. 15 kilómetros de Roma, en una meseta rocosa, desde la que controlaba una zona que se extendía por la margen derecha del Tíber hasta la costa. Todo indica que el conflicto se generó por el interés de ambas potencias regionales en el control de los arroyos salados de la desembocadura del río y de las rutas comerciales que se internaban en el interior del valle del Tíber. A lo largo del siglo se reportaron varios conflictos, entre ellos los más importantes son la batalla del Crémera del 477 a. C., en el que fueron derrotados los romanos, la captura de Fidenas en 435 a. C., un almacén de Veyes, y el sitio de Veyes a partir del 396 a. C., que terminaría con la conquista y destrucción de la ciudad.

#### Invasión celta de Italia (390–387a.C.)

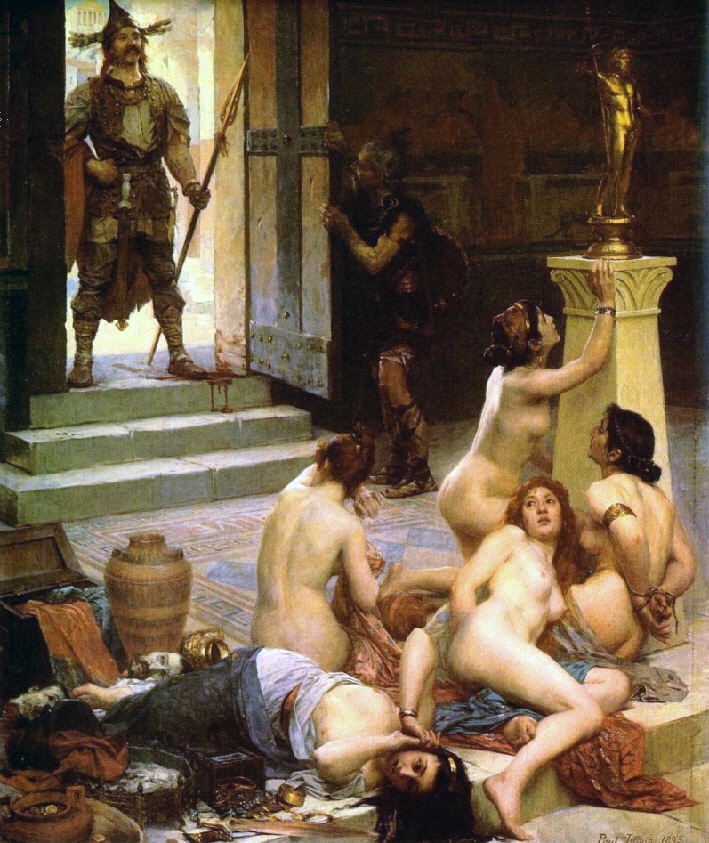
Breno y su parte del botín, por Paul Jamin.

Hacia el 390 a. C., varias tribus galas comenzaron a invadir Italia desde el norte a medida que la cultura celta se extendía por Europa. Los romanos fueron advertidos de esto cuando la tribu particularmente belicosa de los senones invadió la ciudad etrusca de Clusium. Clusium no estaba lejos de la esfera de influencia romana y pidió ayuda, los romanos respondieron a la llamada y los ejércitos se encontraron en la batalla del Alia c. 390-387 a. C., el 18 de julio. Los galos, bajo su jefe Breno, derrotaron al ejército romano, que se componía de c. 15 000 soldados y comenzaron a perseguir a los supervivientes hacia Roma, saqueándola antes de ser expulsados o comprados.

#### Expansión romana en Italia (343-282a.C.)
Tras recuperarse del saqueo de Roma, los romanos organizaron, en el 378 a. C., la construcción de una gran muralla, de la que aún quedan vestigios. Continuaron los ataques contra los volscos y los ecuos, se estableció las colonias Sutri y Nepi —en algún momento después de la salida de los galos— (385 a. C.), y Sezze (382 a. C.), se otorgó la ciudadanía a Tusculum en 381 a. C., y renovaron su tratado con los latinos y hernicos en 358 a. C. En el 354 a. C., los romanos firmaron un nuevo tratado con los samnitas y en 348 a. C., con Cartago.
Para el 343 a. C., el tratado entre romanos y samnitas se rompió y estalló la primera guerra samnita. Disputada entre 343-341 a. C., habría sido causada por invasiones samnitas en territorio romano, habiendo sido relativamente breve: los romanos derrotaron a los samnitas en las batallas de Monte Gauro, Satículo y Suessula en 343 a. C., pero se vieron obligados a retirarse de la guerra cuando se concretó un levantamiento en varias ciudades latinas. Con el final de la guerra, los romanos restablecieron su acuerdo con los samnitas. En 340 a. C., ambos participaron en la segunda guerra latina contra los rebeldes y sus aliados campanios, sidicinos, volscos y auruncos. Los romanos los vencieron en la batalla del Vesubio y nuevamente en la batalla de Trifanum, tras la cual las ciudades latinas fueron sometidas. El tratado de paz del 338 a. C. resultó en la desintegración de la Liga Latina, la sumisión de los latinos como aliados independientes y la incorporación de los demás pueblos directamente involucrados en el estado como comunidades semindependientes —municipium—.

Territorio romano en 338 a. C.

La segunda guerra samnita, que ocurrió entre 327-304 a. C., fue motivada por la fundación de la colonia romana de Fregellae en 328 a. C. Los romanos tuvieron un éxito inicial en el 326 a. C., cuando el gobernante de Nápoles les pidió ayuda para repeler a los samnitas que habían capturado la ciudad. Después de una lucha inconclusa, los romanos se vieron obligados a rendirse en la batalla de las Horcas Caudinas en el 321 a. C. Se firmó una tregua en la que se concedió Fregelas y se interrumpieron las hostilidades hasta el 316 a. C. En el 316 a. C., el conflicto se reanudó con una invasión samnita a Lacio, y los romanos fueron derrotados en la batalla de Lautulae en 315 a. C. El año siguiente, después de saquear el territorio latino de Ardea, los samnitas fueron derrotados y recuperaron Fregelas en 313 a. C. En 305 a. C., los samnitas fueron derrotados en la batalla de Boviano, lo que provocó el fin del conflicto. Durante la segunda guerra samnita, los romanos se vieron obligados a librar la guerra en dos frentes. En el 311 a. C., una invasión liderada por las ciudades de Etruria y Umbría fue repelida, con una expedición punitiva en marcha. En el 306 a. C., se reprimió una revuelta de parte de los hérnicos y su capital, Anagni, fue incorporada como ciudad sin sufragio. Posteriormente, los romanos lograron someter a los marrucinos, frentanos, marsos y vestinos, que se convirtieron en aliados.
En el 304 a. C. se realizó un asedio en los territorios de los ecuos, que fueron conquistados y dejaron de existir como pueblo independiente. En el 302 a. C. se llevó a cabo una campaña en territorio etrusco. En 298 a. C., los samnitas se levantaron de nuevo y derrotaron a los romanos en la batalla de Camerino, iniciando la tercera guerra samnita. En 295 a. C., se envió un ejército samnita al norte donde unieron fuerzas con los etruscos, Umbría y las tropas galas y se enfrentaron a los romanos en la batalla de Sentino, sin embargo, la coalición fue definitivamente derrotada. Como resultado de la derrota, los romanos invadieron Samnio y lograron la paz en 290 a. C. Los samnitas fueron sometidos como aliados y perdieron su independencia. Ese mismo año, el cónsul Manio Curio Dentato subyugó a los latinos, que se hicieron ciudadanos sin sufragio. Durante la siguiente década, los romanos lograron victorias contra los galos y sometieron a etruscos y umbros como aliados.

#### Guerra pírrica (280-275a.C.)

Esquema de los movimientos de Pirro y su ejército

Hacia el 280 a. C., con su posición asegurada en el centro de Italia, Roma se involucró en los asuntos de las ciudades-estado griegas de la Magna Grecia, primero ayudando a Turios contra un ataque de los lucanos y luego protegiendo a Locros, Regio y Crotona. A medida que la presencia romana se hacía más intensa, Tarento decidió actuar, enfrentándolos en la batalla de Turios, del 280 a. C., que terminó con una victoria romana. Como consecuencia del enfrentamiento, Taranto buscó la ayuda del rey Pirro de Epiro, que desembarcó en Italia en el mismo año con 25 000 hombres y 20 elefantes de guerra. En el primer conflicto, la batalla de Heraclea del 280 a. C., los epirotas lograron una victoria. Más tarde, Pirro marchó hacia Roma, sin embargo, en las cercanías de Anagni, prefirió retirarse hacia Ásculo, donde una nueva batalla tomó forma y los romanos fueron derrotados.
A pesar de que había vencido a los romanos dos veces, las bajas de Pirro eran elevadas y, para dejar su posición inestable, no recibió ayuda de otras ciudades-estado griegas. En 278 a. C., el ejército epiroto invadió Sicilia, donde los griegos pidieron ayuda a Pirro contra Cartago. Después de algunas ganancias, regresó a Italia en 275 a. C., donde se enfrentó nuevamente a los romanos en la batalla de Benevento, donde sufrió una derrota que lo llevó a abandonar la península. Con la salida de Pirro, los romanos atacaron a la Magna Grecia. Tarento fue sitiada y tomada en 272 a. C.

### República media (274-146a.C.)

#### Guerras púnicas (264-146a.C.)

Primera y segunda guerras púnicas.

La expansión fuera del territorio de la península italiana comenzó con las guerras púnicas contra Cartago, una ciudad-estado fenicia ubicada en el norte de África, que en el siglo III a. C. dominaba el comercio mediterráneo. A partir de este momento comienza la etapa verdaderamente histórica de Roma, cuyos hechos son documentados por el historiador griego Polibio, que convivió con los protagonistas romanos del conflicto. La primera guerra púnica comenzó en 264 a. C., cuando los asentamientos en Sicilia comenzaron a apelar a las dos potencias, Roma y Cartago, para resolver los conflictos internos. La guerra comenzó con batallas campales en Sicilia, pero el escenario cambió a batallas navales alrededor de Sicilia y el norte de África. Antes de la primera guerra púnica, los romanos no tenían armada. La nueva guerra en Sicilia contra Cartago, una gran potencia naval, obligó a Roma a construir rápidamente una flota y entrenar marineros.
Las primeras batallas navales fueron desastres catastróficos para Roma. Sin embargo, después de entrenar a más marineros e invertir en mecanismos de abordaje, una flota cartaginesa fue derrotada y siguieron más victorias. Los cartagineses entonces contrataron a Jantipo, un general mercenario espartano, para reorganizar y dirigir su ejército. Logró separar al ejército romano de su base y restaurar la supremacía naval cartaginesa. Con sus capacidades navales recién descubiertas, los romanos se enfrentaron a los cartagineses en una nueva batalla, la batalla de las islas Egadas de 241 a. C., quienes fueron derrotados. Privada de su armada y sin fondos para crear otra, Cartago pidió la paz. Con la derrota cartaginesa, Roma se convirtió en la dueña de Sicilia. Poco después, en la fragilidad, Cartago entraría en guerra contra sus mercenarios, que se rebelaron. Aprovechando esta inestabilidad, los romanos invadieron Córcega y Cerdeña y conquistaron ambas. Tras consolidar su posición en las posesiones mediterráneas recién conquistadas, los romanos marcharon hacia el norte de Italia, donde los galos volvieron a traer problemas. En los años siguientes, expandieron sus dominios hacia el valle del Po, alcanzando, en 222 a. C., Milán, y se inició la integración de la Galia Cisalpina a la Italia romana.

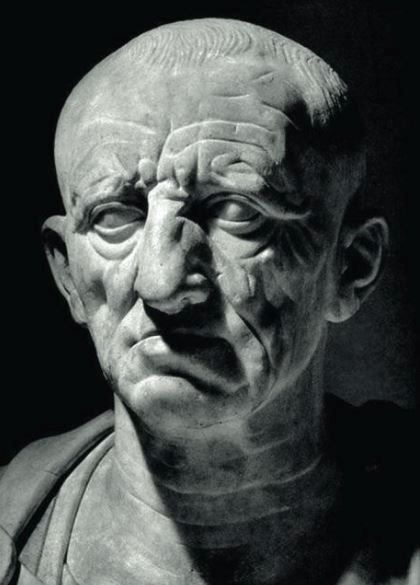
«Por tanto, creo que Cartago debe ser destruida», frase atribuida a Catón el Viejo.

La continua desconfianza entre Roma y Cartago condujo a nuevas hostilidades en la segunda guerra púnica, cuando Aníbal, un miembro de la familia noble cartaginesa, atacó Sagunto, una ciudad con vínculos diplomáticos con Roma. Aníbal preparó entonces un ejército en Iberia y, en el 218 a. C., cruzó los Alpes italianos con elefantes de guerra para invadir Italia. Asistido por las tropas galas, logró derrotar a los romanos en dos batallas en el mismo año y avanzar por la península. Continuando su marcha, se enfrentó a los romanos en años posteriores, uno de ellos en Cannas, una de las mayores derrotas de la historia romana. Después de Cannas, Aníbal obtuvo nuevas victorias y adquirió territorios en el sur de Italia, además de ganarse la lealtad de varios pueblos de Capua y Apulia. Además, logró forjar alianzas con antiguos aliados romanos, incluido Tarento, hacia el 212 a. C., así como con el rey de Siracusa y Filipo V de Macedonia. A pesar de haber firmado varias alianzas con las potencias italianas, la situación de Aníbal comenzó a desmoronarse en los años siguientes, especialmente por el cambio de táctica romana, que favoreció, más que batallas abiertas, la lucha en una guerra de desgaste. Como resultado, los romanos no solo retomaron gradualmente los territorios perdidos, sino que incluso saquearon Siracusa en 211 a. C., aplastaron una revuelta general en Sicilia e impidieron el avance cartaginés en Iberia mediante una serie de expediciones. Además, lograron destruir por completo al ejército cartaginés que había invadido Italia a través de los Alpes bajo Asdrúbal. Hacia el 204 a. C. debido a que aún no pudieron expulsar a Aníbal de Italia, los romanos lanzaron una expedición en África, con la intención de atacar Cartago. Tras derrotar a un ejército cartaginés, Aníbal se vio obligado a regresar a África donde se enfrentó a ellos en la batalla de Zama del 203 a. C., que terminó con una decisiva victoria romana. Esto llevó a Cartago a pedir la paz.
Cartago nunca se recuperó después de la segunda guerra púnica y la tercera guerra púnica que siguió fue en realidad una simple misión punitiva para acabar con Cartago. Cartago estaba casi indefensa y cuando fue asediada ofreció la rendición inmediata, cumpliendo con una serie de demandas romanas. Los romanos se negaron a rendirse, exigiendo como condiciones complementarias entregar la destrucción total de la ciudad y, viendo poco que perder, los cartagineses se dispusieron a luchar. En la batalla de Cartago de 146 a. C., la ciudad fue invadida después de un breve asedio y completamente destruida.

#### Macedonia, polis griegas e Iliria (229-146a.C.)

Grecia c. 200 a. C.

En el 229 a. C., debido a la piratería practicada por los ilirios en el Adriático, los romanos lanzaron una expedición a Iliria contra la reina Teuta. A esto le siguieron dos guerras, la primera guerra ilírica entre 229-228 a. C. y la segunda entre 220-219 a. C., que resultaron en la humillación de los ilirios y la conquista romana de varias ciudades griegas en la costa. Estos hechos afectaron a Filipo V de Macedonia, quien en el 215 a. C. se alió con Aníbal. En respuesta, los romanos se aliaron con la Liga Etolia y comenzaron la primera guerra macedónica (215-205 a. C.). Debido a que todavía estaban ocupados con Aníbal en Italia, hicieron poco en este conflicto, que estuvo marcado por operaciones limitadas, esencialmente dirigidas por los griegos. Temiendo ser derrotados por el reducido número de tropas disponibles, optaron por la paz en el 205 a. C.
Macedonia comenzó a invadir el territorio reclamado por las ciudades-estado griegas en el 200 a. C. y estas pidieron ayuda a Roma. Le dio a Filipo un ultimátum para que presentara varias partes de la Gran Macedonia y abandonara sus proyectos en Grecia. Él se negó y los romanos declararon la guerra, comenzando la segunda guerra macedónica. Finalmente, en 197 a. C., Filipo fue derrotado decisivamente en la batalla de Cinoscéfalas y se vio obligado a aceptar un tratado favorable. En los años siguientes, los romanos irían a la guerra contra Esparta, la Liga Etolia, los istrios, los iliros y la Liga Aquea. Roma luego centró su atención en uno de los reinos griegos, el Imperio seléucida, en Oriente. Una fuerza romana derrotó a los seléucidas en la batalla de las Termópilas y los obligó a evacuar Grecia. Los romanos luego los persiguieron más allá de Grecia, derrotándolos decisivamente en la batalla de Magnesia.
En 179 a. C., Filipo murió y su hijo, Perseo, tomó el trono y mostró un renovado interés por Grecia, por lo que Roma volvió a declarar la guerra a Macedonia, iniciando la tercera guerra macedónica. Perseo inicialmente tuvo algunos éxitos, sin embargo, los romanos respondieron enviando otro ejército más fuerte. El segundo ejército consular derrotó decisivamente a los macedonios en la batalla de Pidna en 168 a. C., haciéndolos capitular, lo que puso fin a la guerra. El Reino de Macedonia se dividió en cuatro repúblicas clientelistas. La cuarta guerra macedónica, librada entre 150-148 a. C., tuvo como justificación la lucha contra el pretendiente al trono macedonio y el intento de restaurar el antiguo reino. Los macedonios fueron rápidamente derrotados en la segunda batalla de Pidna. La Liga Aquea eligió este momento para rebelarse contra el dominio romano, pero fue derrotada. Corinto fue sitiada y destruida en 146 a. C., el mismo año que la destrucción de Cartago, lo que llevó a la rendición de la liga.

#### Expansión en Galia e Hispania (204-133a.C.)

Representación simplificada de la conquista de Hispania.

Tras la derrota de los cartagineses durante la segunda guerra púnica, los romanos pudieron reanudar su expansión por la Galia Cisalpina. Hacia el 203 a. C., conquistaron sistemáticamente la región, dominando las tribus locales, fortaleciendo sus antiguas posesiones y estableciendo colonias latinas. En el 187 a. C. construyeron la Vía Emilia, que acabó dando nombre a la región. Hacia 178-177 a. C., lanzaron una expedición contra Istria y en 175 a. C. marcharon contra las tribus de Liguria y los Apeninos del norte.
Paralelamente a la expansión de la Galia, los romanos emprendieron la conquista gradual de Hispania. Con base en las provincias de Hispania Citerior e Hispania Ulterior, ambas creadas en los antiguos territorios cartagineses, se lanzaron expediciones hacia el interior. En 197 a. C., estalló una revuelta en Hispania Ulterior y que pronto se extendió al territorio de las tribus del interior. Estalló una guerra que no concluiría hasta el 179 a. C., cuando Tiberio Sempronio Graco pacificó la provincia y llegó a un acuerdo con los celtíberos. Más tarde, entre el 154-138 a. C., los romanos entraron en la guerra lusitana contra Viriato y las tribus lusitanas, que terminó con el asesinato de este por 3 de sus compañeros; Paralelamente a la guerra con Viriato, Roma enfrentó otra guerra, entre 153-151 a. C., contra los celtíberos. En 143 a. C., estalló una rebelión liderada por los celtíberos, por lo que ocasionaron una nueva guerra. Esta, concluida en 133 a. C., tuvo como momento decisivo la destrucción romana de la ciudad de Numancia.

### República tardía (146-27a.C.)

#### Disturbios internos (135-71a.C.)

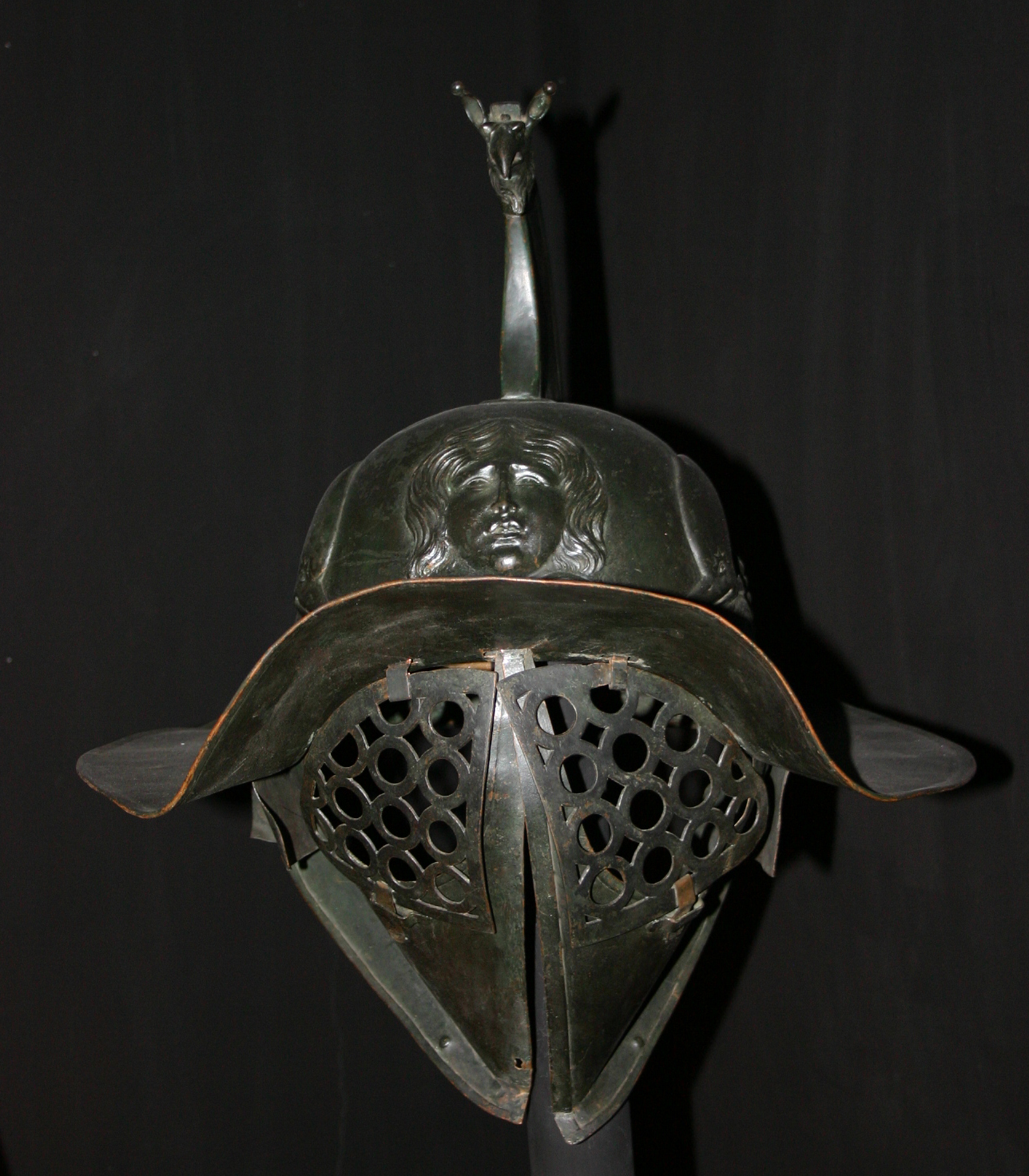
Casco de un gladiador. La tercera guerra servil enfrentó a Roma contra sus propios esclavos y gladiadores.

Entre 135-71 a. C., hubo tres revueltas contra el estado romano, conocidas como las guerras serviles, la última de las cuales involucró entre 120 000 y 150 000 esclavos. Además, en 91 a. C., estalló la guerra Social entre Roma y sus antiguos aliados en Italia, conocidos colectivamente como socios (en latín: socii), bajo la denuncia de que compartían los riesgos de las campañas militares, pero no sus recompensas. A pesar de algunas derrotas como la de la batalla del Lago Fucino, las tropas romanas derrotaron a las milicias itálicas en un combate decisivo, entre las que destaca la batalla de Ásculo. Aunque perdieron militarmente, los socios lograron sus objetivos con las proclamaciones de la Ley Julia y la Ley Plaucia Papiria, que garantizaba la ciudadanía romana a más de 500 000 itálicos. Los disturbios internos alcanzaron su etapa más grave en las dos guerras civiles o marchas sobre Roma encabezadas por el cónsul Sila a principios del 82 a. C. En la batalla de la Porta Collina, a las puertas de Roma, un ejército comandado por Sila venció a un ejército del senado romano y a sus aliados samnitas.

#### Amenaza celta (121a.C.) y germánica (113-101a.C.)

Ruta de los invasores cimbros y teutones.

Hacia el 125 a. C., los romanos iniciaron la conquista de la posterior provincia de Galia Narbonense. En el proceso, entraron en contacto con dos tribus galas, los alóbroges y los arvernos que los amenazaron en el 121 a. C. Después de dos batallas exitosas, los galos fueron derrotados. Más tarde, en el 113 a. C., con la consolidación de la provincia recién adquirida, los romanos tuvieron que hacer frente a una invasión de cimbros y teutones. A lo largo de los años de conflicto, los romanos fueron derrotados un par de veces por los invasores, notablemente en las batallas de Noreya del 112 a. C. y Arausio del 105 a. C., pero prevalecieron, especialmente con las victorias en las batallas de Aquae Sextiae (102 a. C.) y Vercelas (101 a. C.).

#### Guerra de Jugurta (112-105a.C.)
Roma había adquirido, al comienzo de las guerras púnicas, grandes extensiones de territorio en África, que se consolidaron en los siglos siguientes. Muchos de estos territorios fueron otorgados al reino de Numidia, un estado en la costa del norte de África aproximadamente en la Argelia moderna, a cambio de la asistencia militar proporcionada en el pasado. La guerra de Jugurta de 111-104 a. C. se libró entre Roma y Jugurta de Numidia y constituyó la última pacificación romana del norte de África, después de lo cual Roma dejó de expandirse en el continente tras alcanzar las barreras naturales del desierto y las montañas. En respuesta a la usurpación del trono de Numidia por Jugurta, un aliado romano desde las guerras púnicas, Roma intervino, aunque Jugurta sobornó descaradamente a los romanos para que aceptaran su usurpación, y se le concedió la mitad del reino. Después de más agresiones y nuevos intentos de soborno, los romanos enviaron un ejército para deponerlo. Los romanos fueron derrotados en la batalla de Suthul, pero ganaron en la batalla de Mutul, y finalmente derrotaron a Jugurta en las batallas de Tala, Mulucha y Cirta. Jugurta fue capturado no en batalla sino por traición, que puso fin a la guerra.

#### Conflictos con Mitridates (89-63a.C.) y los piratas de Cilicia (67a.C.)

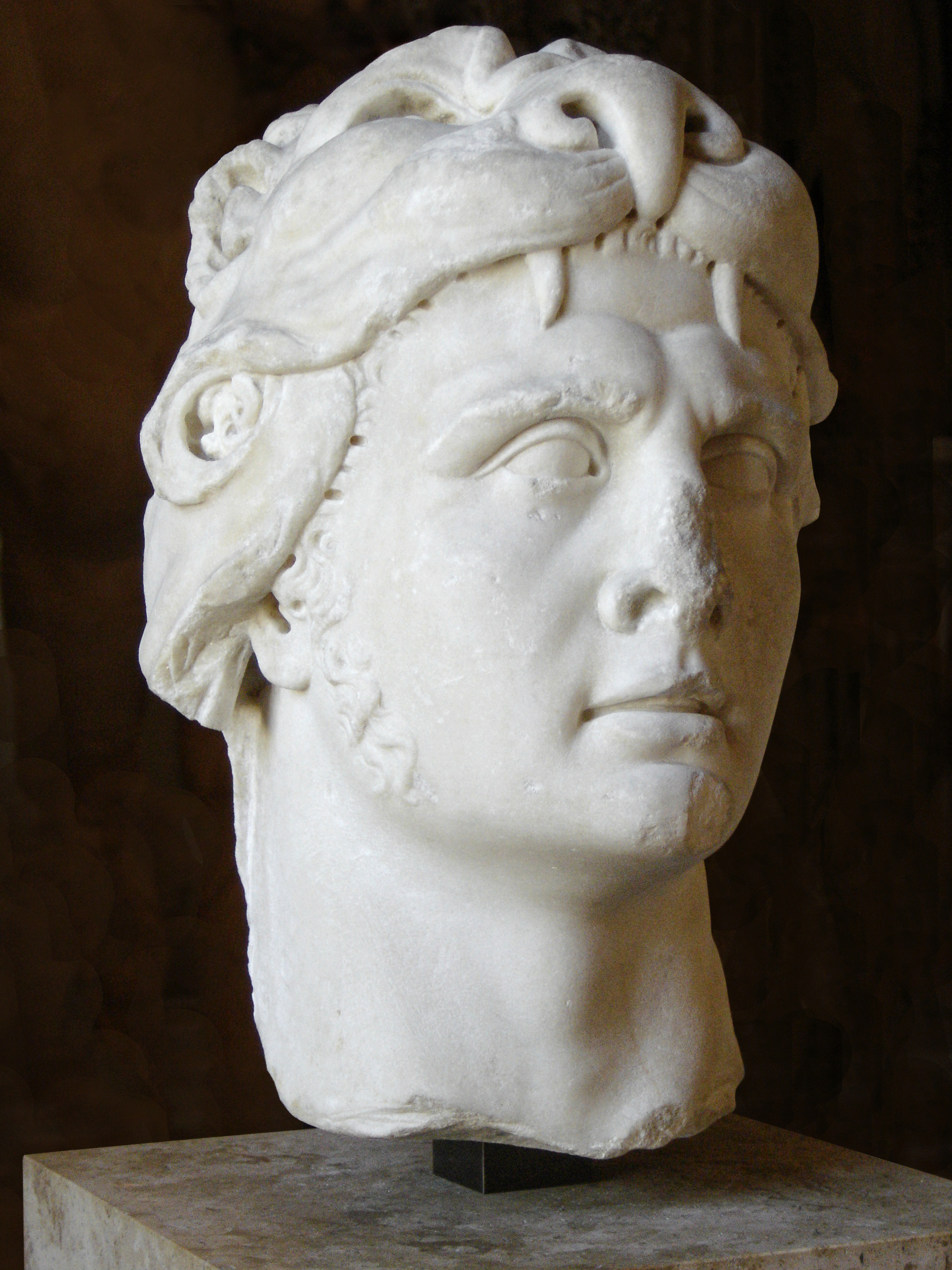
Busto de Mitrídates VI.

Mitrídates VI fue el gobernante del Reino del Ponto, un gran estado en Asia Menor, entre 120-63 a. C. Este antagonizó a Roma en la búsqueda de la expansión de su reino, y los romanos parecían igualmente ansiosos por la guerra y el botín y el prestigio que podían traer. Después de conquistar Anatolia occidental, según fuentes romanas, Mitrídates ordenó la ejecución de c. 80 000 romanos que vivían en su reino. La masacre habría sido la razón oficial aducida para el inicio de las hostilidades en la primera guerra mitridática. Hacia el 86 a. C., el general romano Sila obligó a Mitrídates a dejar Grecia tras una victoria en Queronea. Como resultado de los disturbios políticos en Italia y la necesidad de dejar el frente, Sila entró en negociaciones y logró la paz en el 85 a. C. La segunda guerra mitridática comenzó cuando Roma intentó anexar el Reino de Bitinia como provincia. En la tercera guerra mitridática, primero Lucio Licinio Lúculo y luego Pompeyo fueron enviados contra Mitrídates. Finalmente fue derrotado por Pompeyo en la batalla del río Lico, y después de derrotarlo, Pompeyo conquistó la mayor parte de Anatolia y toda Siria, tomó Jerusalén e invadió el Cáucaso, sometiendo al Reino de Iberia y estableciendo el control romano sobre Cólquida. Además, rodeó el territorio de las provincias recién conquistadas con estados vasallos, entre ellos el Reino de Capadocia.
El Mediterráneo había caído en este momento en manos de piratas, principalmente de Cilicia. Los piratas no solo estrangularon las rutas marítimas, sino que también saquearon muchas ciudades de la costa de Grecia y Asia. Pompeyo fue nombrado comandante de una fuerza naval para hacer campaña contra ellos y en tres meses logró acabar con los piratas.

#### Las primeras campañas de César (59-50a.C.)

Campañas de César en la Galia.

Durante su mandato como pretor en Hispania, Julio César derrotó a los galos y lusitanos en diversas batallas. Después de un período consular, fue nombrado gobernador proconsular de la Galia Transalpina e Iliria (costa dálmata) por un período de cinco años. En esta posición, buscó formas de convencer a los romanos de que aceptaran una invasión de la Galia, recordándoles el saqueo galo de Roma y las invasiones de los cimbros y teutones. Cuando los helvecios y los tigurinos comenzaron a emigrar hacia las áreas cercanas a la Galia Transalpina, César tuvo su excusa para comenzar sus guerras contra los galos, libradas entre el 58 y el 51 a. C. Después de masacrar a los helvecios, César continuó una campaña «larga, ardua y costosa» contra otras tribus a lo largo de la cordillera de las Galias, muchas de las cuales habían luchado junto a Roma contra los helvéticos, y anexó sus territorios para los de Roma. Plutarco dice que la campaña costó un millón de vidas galas. Aunque «feroces y capaces», los galos se vieron obstaculizados por la desunión interna y cayeron en una serie de batallas durante la década.
César derrotó a los helvecios en el 58 a. C. en las batallas de Arar y de Bibracte, a los belgas en la batalla de Áxona, a los nervios en el 57 a. C. en la batalla de Sabis, a los aquitanos, tréveros, téncteros, heduos y eburones en batallas desconocidas, y a los vénetos en 56 a. C. En el 55-54 a. C., realizó dos expediciones a Britania. En 52 a. C., después del asedio de Avárico y una serie de batallas inconclusas, César derrotó en la batalla de Alesia a una unión de galos liderada por Vercingétorix, completando la conquista romana de la Galia Transalpina, y hacia el 50 a. C., toda la Galia cayó en manos romanas. César registró sus propios relatos de estas campañas en los Comentarios sobre la guerra de las Galias.

#### Triunviratos y el ascenso de Augusto (59-30a.C.)

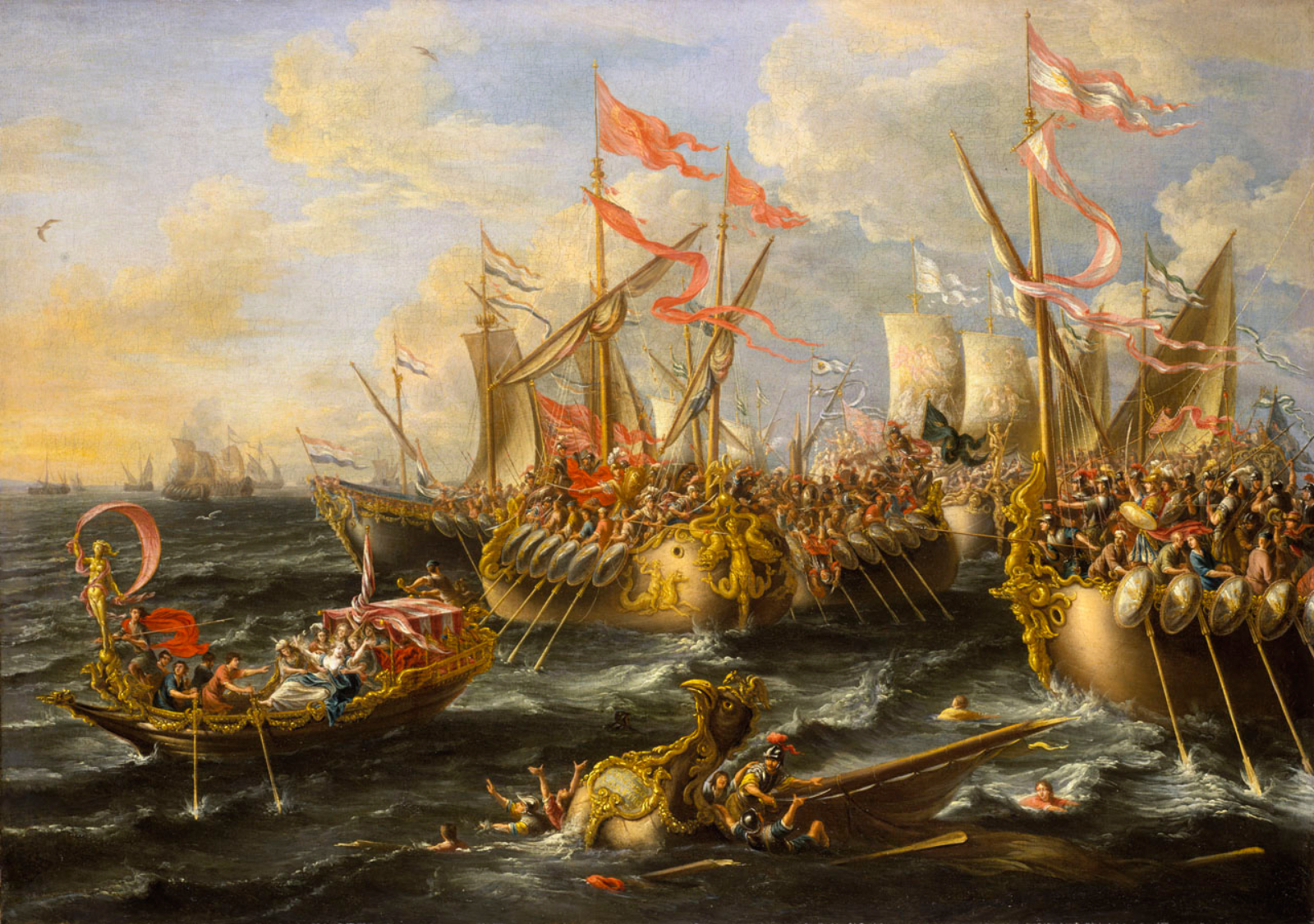
La batalla de Accio (1672), por Lorenzo A. Castro, Museo Marítimo Nacional.

La muerte de Cleopatra (1658), por Guido Cagnacci.

Hacia el 59 a. C., se formó una alianza política informal conocida como el Primer Triunvirato entre Julio César, Craso y Cneo Pompeyo Magno para compartir poder e influencia. En el 53 a. C., Craso lanzó una invasión romana sobre el Imperio parto donde comenzó con algunos éxitos iniciales, después, llevó a su ejército a las profundidades del desierto donde fue emboscado y derrotado en la batalla de Carras, la «mayor derrota romana desde Aníbal», en la que el propio Craso falleció. Después de la muerte de Craso, las relaciones entre Pompeyo y César se deterioraron gradualmente hasta el punto de que ambos entraron en conflicto. En el 51 a. C., algunos senadores romanos exigieron que César devolviera el control de sus legiones al Estado a cambio de su cargo de cónsul. Sin seguir la orden, invadió Italia, obligando a Pompeyo, que se había comprometido a derrotarlo en batalla, y al senado a huir a Grecia.
Antes de dirigirse a Grecia, César envió parte de su ejército a luchar contra los partidarios de Pompeyo en Hispania y Galia. Tras conseguir victorias en Ilerda y Massilia, marchó contra Pompeyo. El primer choque, la batalla de Dirraquio del 48 a. C., terminó con una victoria pompeana, pero a esto le siguió una abrumadora victoria por cesariana en la batalla de Farsalia, que obligó a Pompeyo a huir, esta vez a Egipto, donde fue asesinado. A finales del 47 a. C. se libró una nueva batalla en Tapso, donde los partidarios de Pompeyo establecieron su base después de derrotar al lugarteniente de César en el 49 a. C. Fueron derrotados y los supervivientes, incluidos Sexto Pompeyo y Pompeyo el Joven, hijos de Pompeyo, huyeron a Hispania. Allí, en el 46 a. C., se libró una nueva batalla, la de Munda, y volvieron a ganar las tropas cesarianas, lo que puso fin temporal a la guerra.
Tras el asesinato de César en el 44 a. C., surgieron nuevas disputas por el poder, esta vez entre los liberatores, un grupo de senadores implicados en el asesinato y los cesariamos. Marco Antonio, uno de los principales partidarios de César, al condenar el asesinato, fue considerado como enemigo público de la república y fue derrotado en dos batallas —Foro de los Galos y Mutina—. Luego de tales hechos, Octavio, un joven adoptado por César y luego su heredero, Marco Antonio y Lépido, con la intención de unirse contra el Senado y los liberatores, formaron el Segundo Triunvirato. Esta alianza conllevo en una purga llevada a cabo entre senadores y caballeros y hacia el 42 a. C., Octavio y Marco Antonio persiguieron a Marco Bruto y Cayo Casio por el este y los derrotaron en la batalla de Filipos.
Con el fin de las disputas con los liberatores y la posterior división de los dominios romanos entre los miembros del triunvirato, estallaron los conflictos entre los triunviros. La primera se debió a una disputa entre Octavio y Lucio Antonio, hermano de Marco Antonio, y terminó con el asedio de Lucio en Perusia hacia el 40 a. C. y un casi enfrentamiento entre los triunviros. Durante la década siguiente, cesaron los conflictos internos y entraron en juego otros temas: Marco Antonio realizó una campaña contra los partos, pero terminó siendo derrotado en el 36 a. C. y saqueó el territorio armenio en el 34 a. C. Octavio luchó contra Sexto Pompeyo, que se había establecido en Sicilia, en el 36 a. C., y realizó una campaña en Iliria (35-33 a. C.). A partir de entonces, sin embargo, Octavio centró su atención en la consolidación de su posición en Italia y con ese fin inició una guerra propagandista contra Marco Antonio, alegando que su relación con Cleopatra podría traer daños a la república. Hacia el 32 a. C., las ciudades de Italia juraron lealtad a Octavio y solicitaron una campaña contra Marco Antonio. Esta campaña, que comenzó poco después, culminaría con una victoria total de Octavio en la batalla de Accio en el 31 a. C. Marco Antonio y su amada Cleopatra huyeron a Alejandría y se suicidaron.

## Sociedad
Era una sociedad basada en los estamentos. La nueva aristocracia romana estaba formada por la antigua aristocracia patricia y los nuevos ciudadanos ricos, en oposición a la mayoría de los plebeyos y a algunos patricios empobrecidos.
Aunque en su origen los plebeyos estaban bajo el dominio de los patricios, tras la caída de la monarquía, estos obtuvieron mejoras de forma progresiva. Se creó el cargo de tribuno de la plebe y la plebe urbana, élite que se había enriquecido con el comercio, arrebató a los patricios el acceso a las magistraturas y al cargo de Máximo Pontífice y augures. Las reuniones de la plebe, los concilia realis, fueron el origen de los comicios tribunados, válidos para legislar por plebiscitos.
En el siglo III a. C. disminuyeron las diferencias entre los patricios y jefes de los plebeyos, y se agruparon en una aristocracia dirigente, la nobilitas. Con la rápida reducción del efectivo de los patricios, el término plebe tendió desde entonces a designar a las masas populares.
Los esclavos eran considerados como un instrumento económico que podía ser comprado y vendido y que se hallaba bajo la dependencia de un dueño. Procedían mayoritariamente de pueblos sometidos por la República y, durante el siglo I a. C., se convirtieron en el estrato social más numeroso de Roma; siglo en el que protagonizaron las guerras serviles.

### Organización social y forma de gobierno
Tras la caída de la monarquía se instauró en Roma la República (Res publica, es decir, 'la cosa pública'), un régimen aristocrático dirigido por unas cuarenta gens; los patricios, los descendientes de las familias más antiguas de Roma ostentaron el poder. Las principales instituciones del nuevo régimen fueron el Senado, las magistraturas y los Comicios.
El Senado era uno de los pilares de la República, siendo el órgano político que exigía responsabilidades a los cónsules. Originalmente el Senado estaba constituido solo por patricios, pero a partir de la Lex Ovinia del año 312 a. C., se permitió que los plebeyos pudieran formar parte del mismo. La auctoritas del Senado daba validez a los acuerdos tomados en las asambleas populares. El Senado también resolvía los casos de interregnum, situación que acontecía cuando moría uno de los cónsules.
La Magistratura era un cargo original de la República. La jefatura que ostentaba el rex o monarca fue sustituida por dos magistrados colegiados y temporales llamados cónsules a los que se le podía exigir responsabilidad por su tarea de gobierno. Cada magistrado podía vetar al otro, lo que se conocía como intercessio.
También durante la República se crearon las asambleas populares, llamadas Comitia Centuriata. Nacieron por necesidades militares, en íntima conexión con la expansión de la ciudad y con la llegada a Roma de un nuevo concepto de táctica militar. Mientras que en la época monárquica, el ejército estaba integrado por miembros de las gens, en la República el ejército pasó a ser un sistema plutocrático, dependiente de la riqueza de cada sujeto. Al principio solo se estimaba la riqueza inmobiliaria, pero posteriormente se tuvo en cuenta la mobiliaria.

### Historia social
En la historia de la República romana cabe distinguir tres etapas. En la primera de ellas, en el siglo V a. C., el poder era ejercido por los patricios, siendo conocido como el Estado Gentilicio. Bajo este tipo de gobierno la plebe quedaba excluida del gobierno y carecía de derechos políticos. Así, en la primera etapa de la República no todos los ciudadanos tenían igualdad de derechos y deberes. El grupo aristocrático que arrebató el poder al rex —monarca— organizó el nuevo sistema en beneficio propio, abundando en esta época las luchas entre los propios patricios por el poder personal. Este confuso período dio origen a la implantación de la Dictadura y los distintos jefes militares trataron de alcanzar el poder apoyándose unas veces en la plebe y, otras, en la fuerza de las armas o en la invasión de Roma por pueblos enemigos. Otras veces, la pugna por el poder se efectuaría mediante la prórroga de los cargos políticos excepcionales — los decenviros, encargados de redactar la Ley de las XII Tablas o Lex duodecim tabularum.
Este tipo de gobierno fue la causa de una lucha de los plebeyos para conseguir derechos políticos y que duró hasta finales del siglo IV a. C., ya que los magistrados, cónsules y senadores, todos ellos patricios, no estaban dispuestos a conceder, y a su vez, las nuevas asambleas, los comicios centuriados, estaban dominadas por los terratenientes ricos, también de origen patricio.
Para obtener una igualdad con los patricios, los plebeyos se retiraron al Aventino y lograron que en el año 494 a. C. se creara el cargo de Tribuno de la plebe, en número de dos y que tenían como misión la defensa de los plebeyos. Progresivamente, los plebeyos tuvieron acceso a todas las magistraturas. La igualdad de todos ante la ley fue codificada por la ley de las Doce tablas a mediados del siglo V a. C.

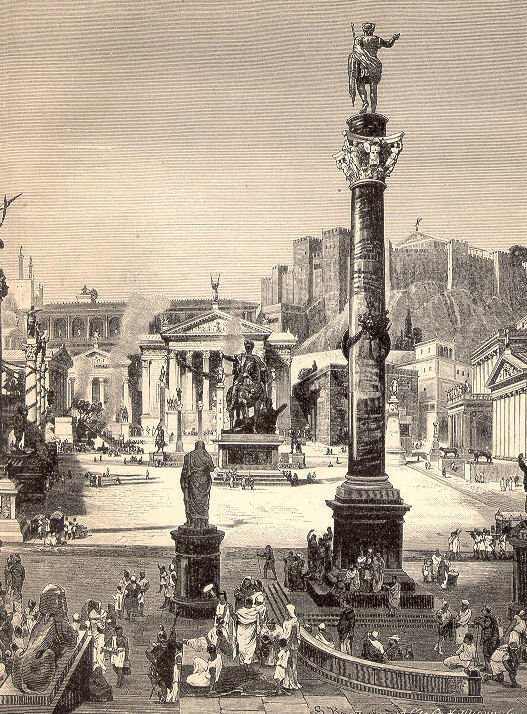
El foro romano.

La segunda etapa de la República abarca del siglo III a. C. al siglo II a. C. Hacia mediados del siglo III a. C. la actividad política seguía teniendo como marco la ciudad de Roma y varios territorios itálicos y ciudades a lo largo de la península itálica, cuyos ciudadanos habían obtenido la ciudadanía romana y gozando así de todos los derechos políticos. Inicialmente, entre los siglo IV a. C. y siglo III a. C., Roma organizó el territorio italiano alrededor de las ciudades, estableciendo mediante tratados el estatus de cada una de ellas: colonias romanas, municipios, colonias de derecho latino y ciudades aliadas, en función de la resistencia ofrecida a su conquista.
Tras las luchas entre patricios y plebeyos, las concilia plebis se confundieron con los comicios tribunados, abiertos a los patricios; estos emitían los plebiscitos aplicables como leyes a todos los ciudadanos, elegían a los tribunos de la plebe y a los magistrados inferiores. Estas reuniones estaban controladas por los ciudadanos con poder económico; el poder se encontraba en manos de la nobleza o nobilitas, una nueva clase política aparecida en el siglo III a. C. y constituida por ricos patricios y plebeyos.
Las magistraturas, jerarquizadas en el cursus honorum, eran igualmente colegiales y anuales. En la base de la escala se encontraban los cuestores, seguidos en orden ascendente por los ediles. Los pretores podían mandar ejércitos y ayudar a los dos cónsules, que presentaban las leyes a los comicios y eran comandantes en jefe.
Cada cinco años se elegían dos censores para preparar el censo de los ciudadanos. En caso de gran peligro, se podía designar un dictador por un plazo de seis meses, que ostentaba con todos los poderes. Un poco al margen del cursus, los diez tribunos de la plebe extendían sus poderes a todos los ciudadanos y presidían los comicios tribunos, a los que presentaban los proyectos.
Todos los magistrados estaban controlados por el senado, que en el siglo III a. C. era una asamblea de antiguos magistrados y dominaba tanto la política exterior como la interior. El senado velaba sobre el tesoro público o aerarium y era el guardián de la religión. Mientras que los comicios y los magistrados solo tenían la apariencia del poder, el senado lo ejerció en realidad. Este conflicto dio lugar a la división entre populares y optimates; los primeros eran partidarios de aumentar el poder de tribunos y de los comicios populares y los segundos deseaban limitar el poder de las asambleas populares romanas y aumentar el del Senado, al que consideraban mejor y más estable a la hora de buscar el bienestar de Roma. Los optimates favorecieron los nobiles —familias nobles— y se opusieron a la ascensión de los «hombres nuevos» —plebeyos, normalmente nacidos en otras ciudades itálicas y cuyas familias no tenían experiencia política— dentro de la política romana.
La tercera y última etapa se dio durante el siglo I a. C. y fue una época llena de crisis, dictaduras y guerras civiles que dieron paso al Principado, la primera etapa imperial de Roma

## Cronológica de la República

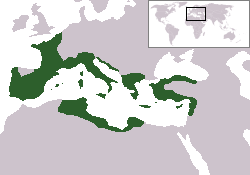
Mapa de la máxima extensión de la República romana.